# Biserica fortificată din Dupuș

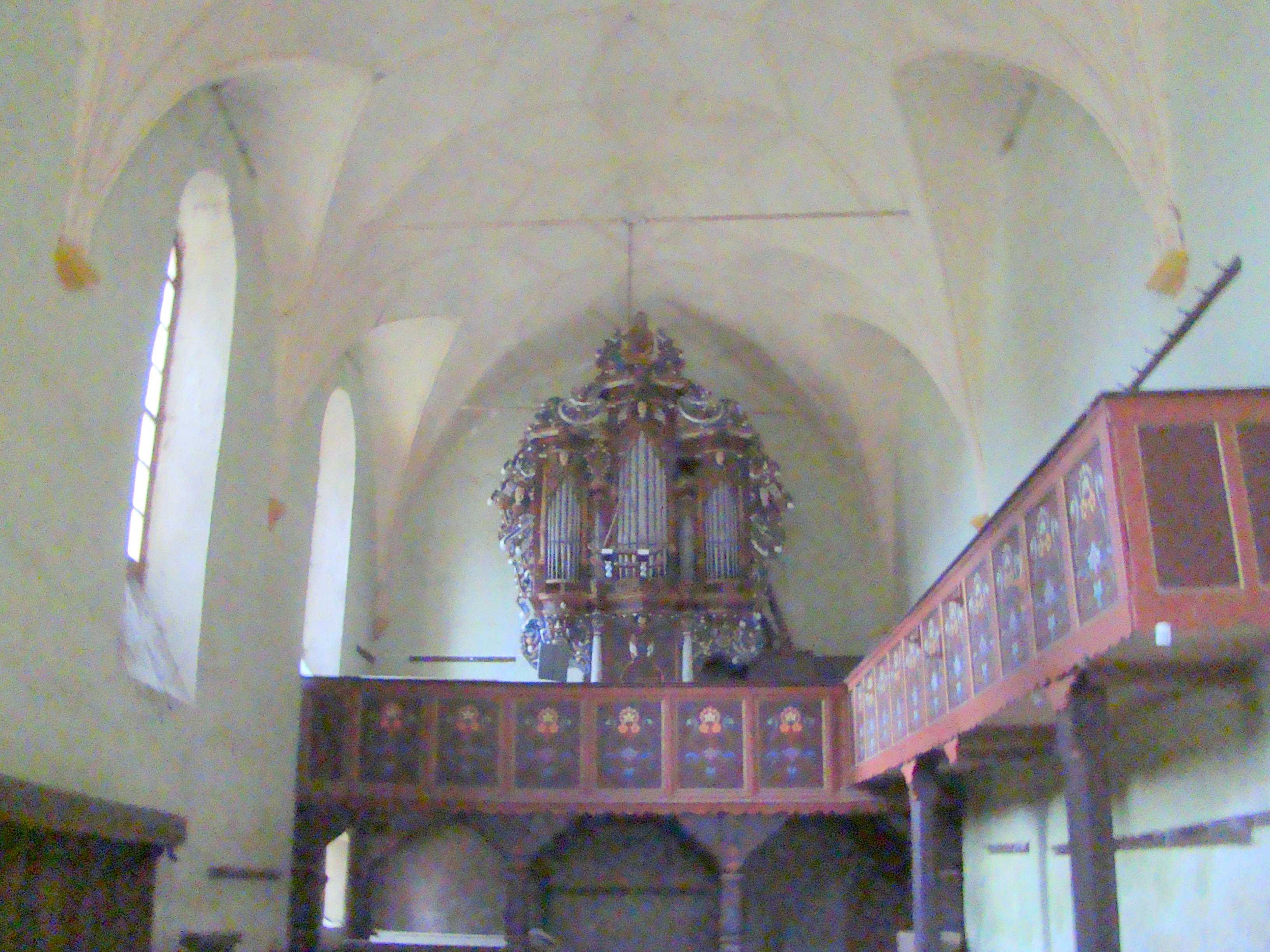
Nava spre empora de vest (luminozitate f. redusă)

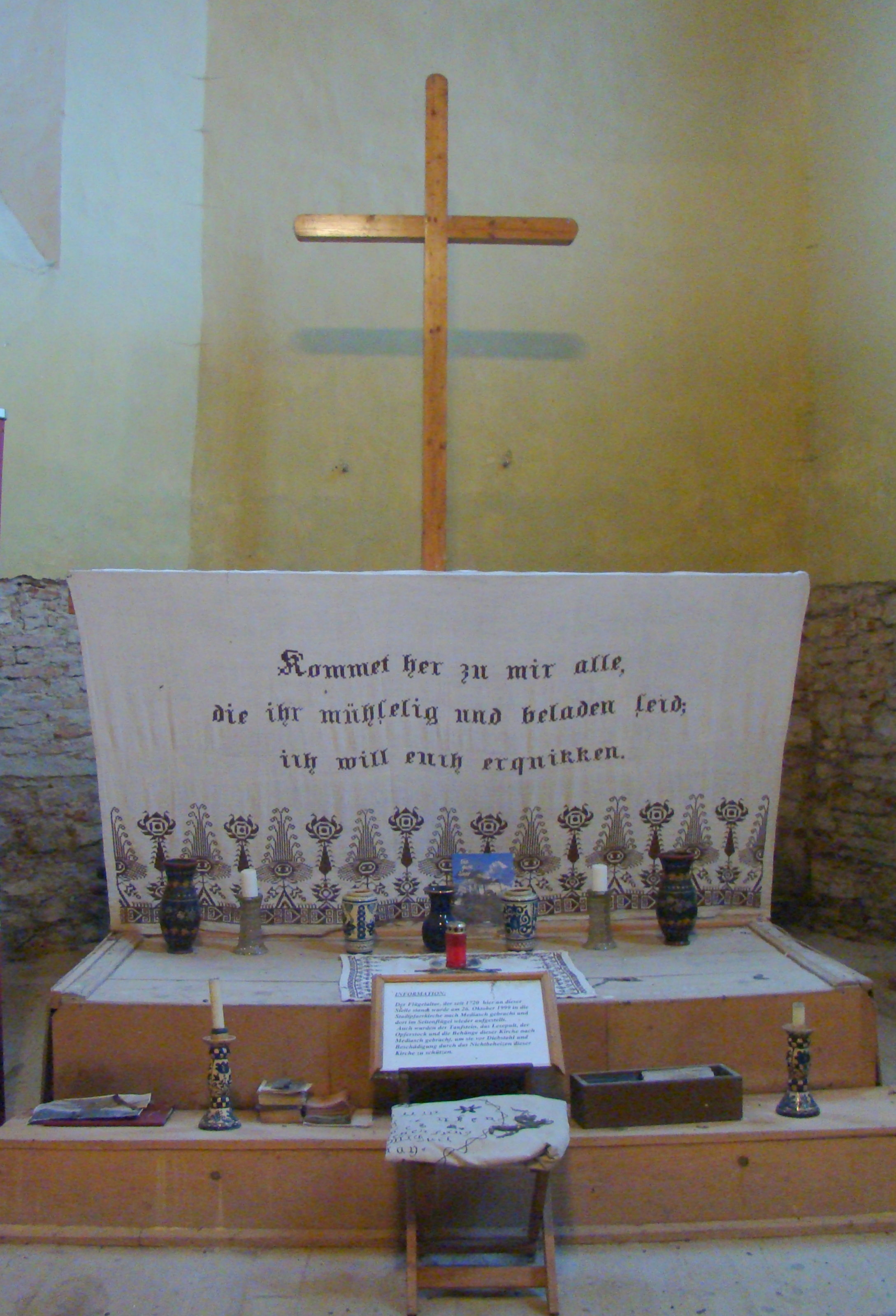
Masa pe care se afla valorosul altar triptic de la 1522, adăpostit din anul 1999 în biserica evanghelică din Mediaș, din motive de securitate

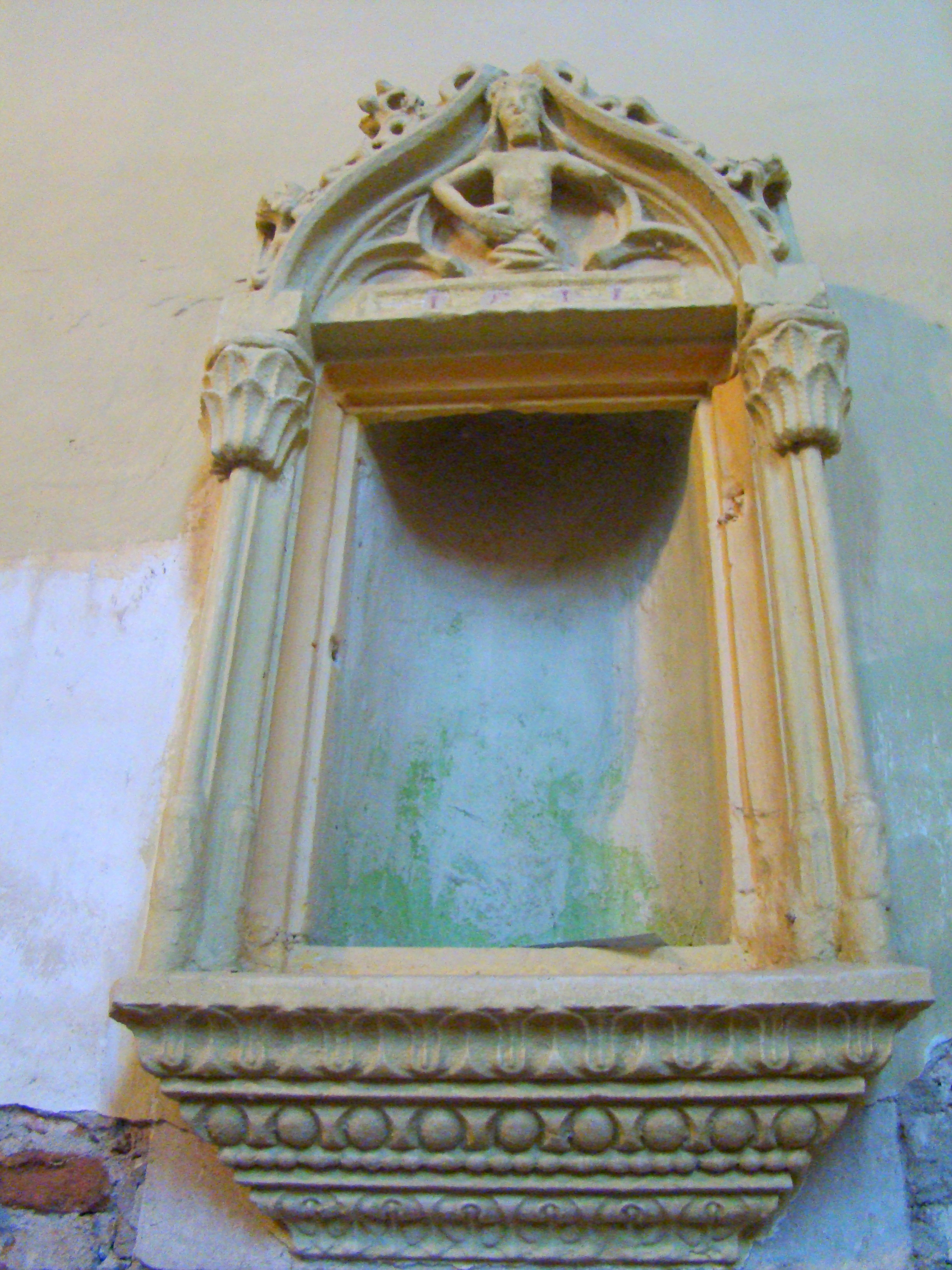
Nișa tabernacolului medieval dezafectat. Balamalele fostei uși pot fi observate în dreapta tocului, iar locul de încuietoare în stânga.

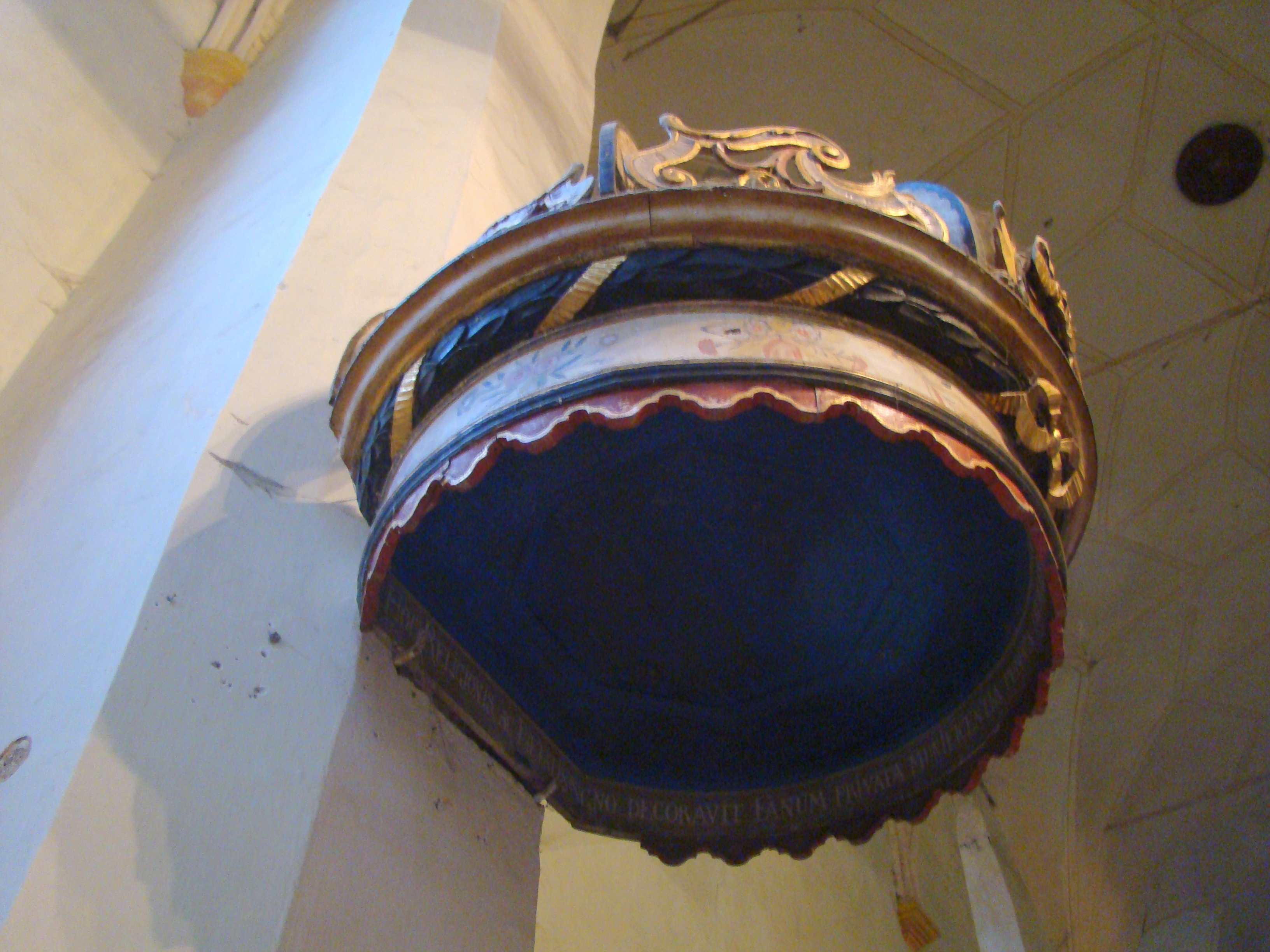
Coronamentul amvonului

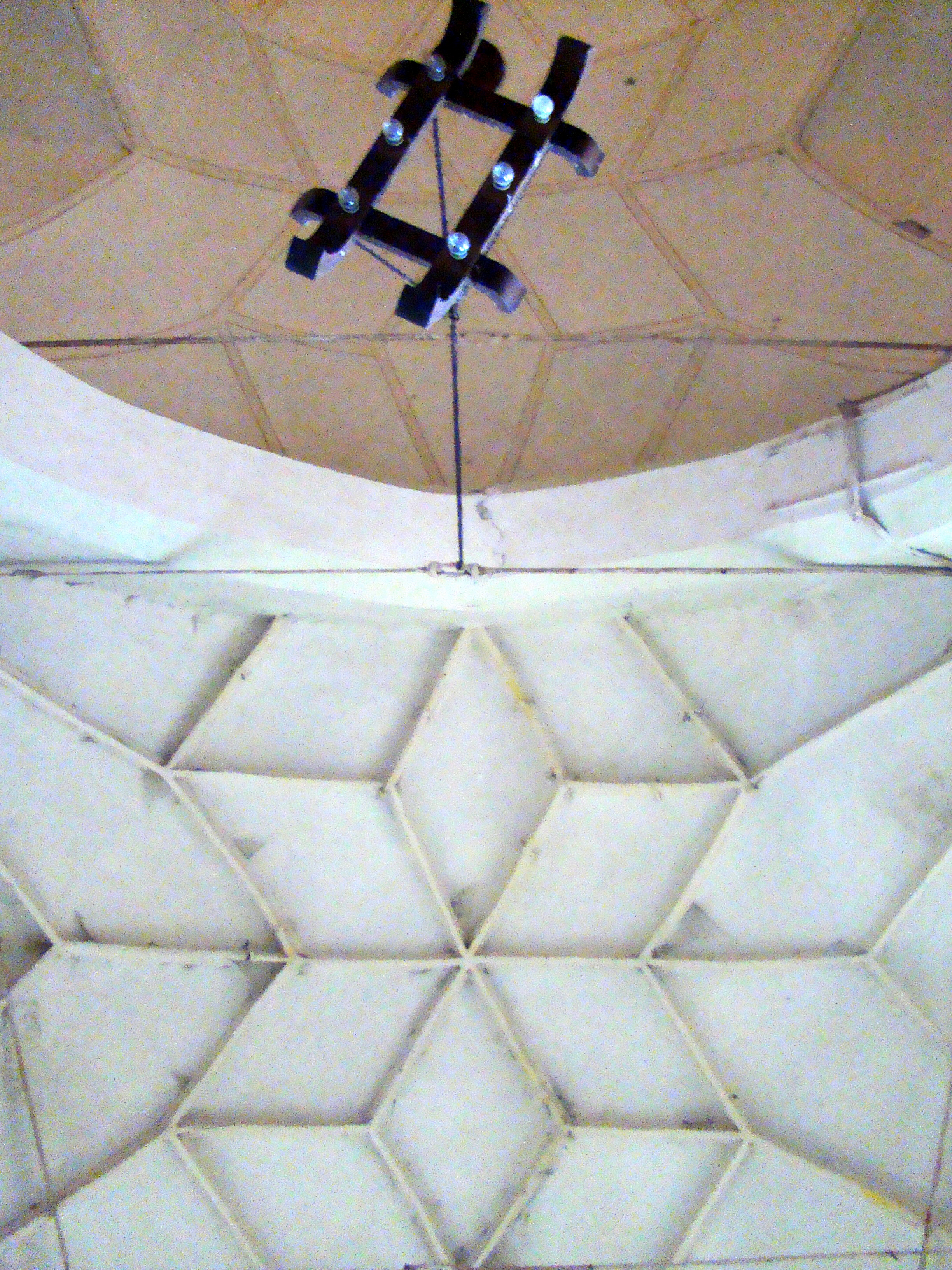
Spaţiul interior este acoperit de o plasă din nervuri de cărămidă, aplicată pe o boltă semicilindrică cu penetrații

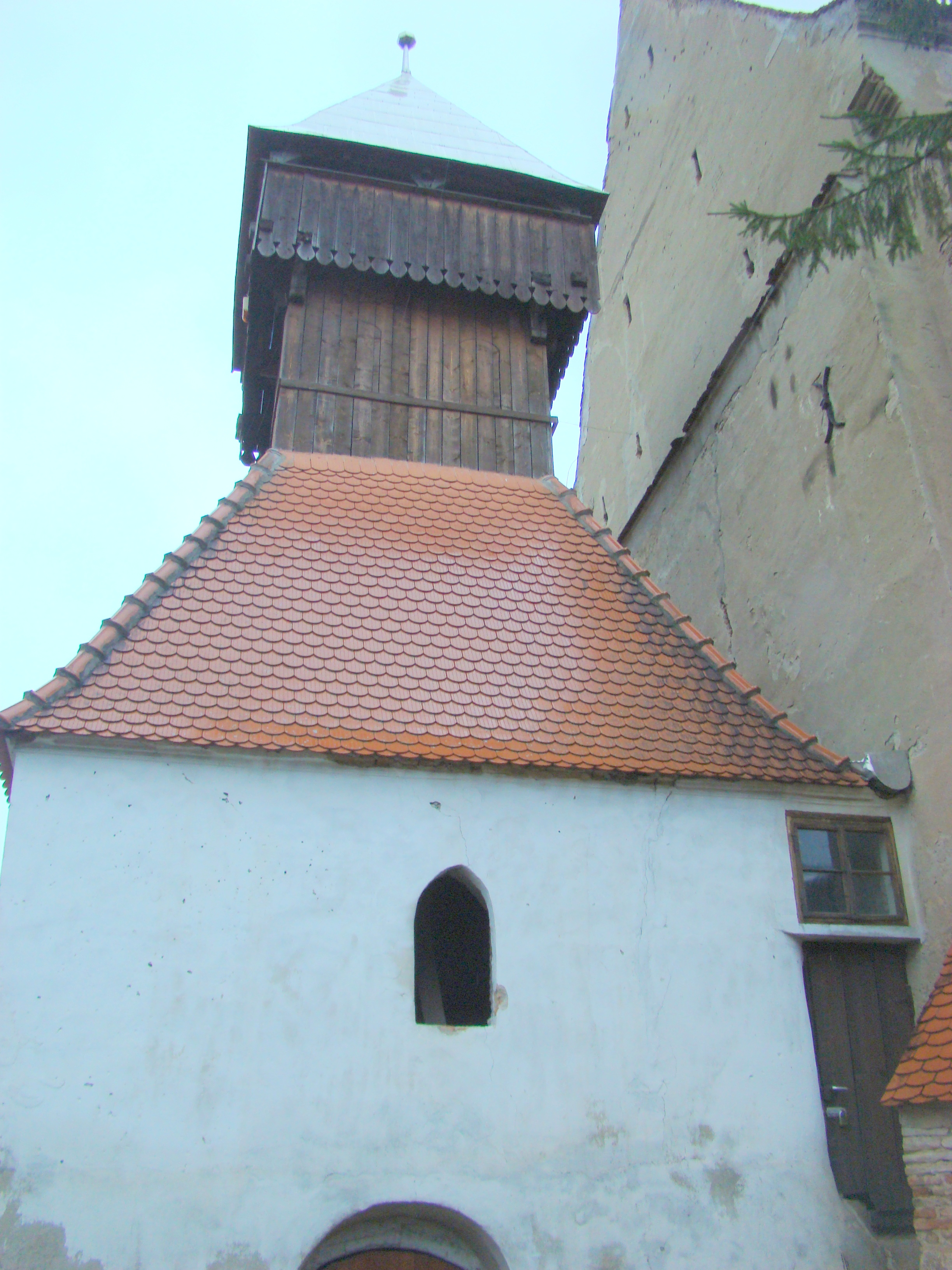
Clopotnița, de dimensiuni modeste, aflată la vest de biserică

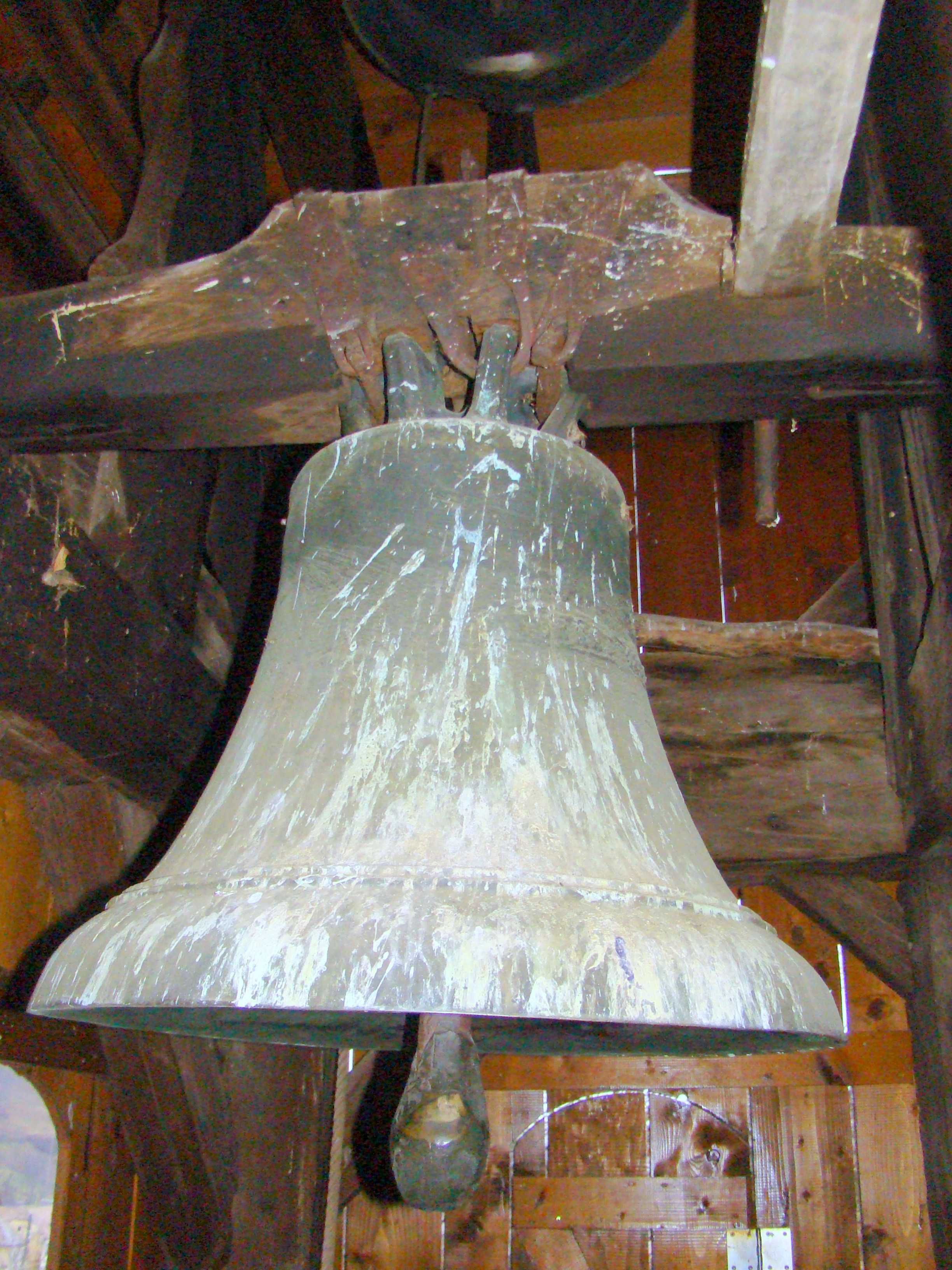
În clopotniţă se găsesc trei clopote de dinainte de Reformă, cel mai vechi datând din anul 1491

Biserica evanghelică fortificată din Dupuș este un ansamblu de monumente istorice aflat pe teritoriul satului Dupuș, comuna Ațel.
Ansamblul este format din două monumente:
- Biserica evanghelică fortificată (cod LMI SB-II-m-A-12386.01)
- Zid incintă (cod LMI SB-II-m-A-12386.02)

## Localitatea
Dupuș, mai demult Dupușdorf, Dupăsdorf, Dupușul (în dialectul săsesc Toppesterf, în germană Tobsdorf, Tobesdorf, Toppesdorf, Tobiasdorf, Toblasdorf, Dupesdorf, Toblasdorf, în maghiară Táblás, Tóbiás, Tabiás) este un sat în comuna Ațel din județul Sibiu, Transilvania, România. 
Este situat la est de Ațel și la nord-vest de Biertan, pe o vale laterală a Târnavei Mari. Se află la o distanță de aproximativ 5 km de șoseaua Mediaș-Sighișoara. Prima consemnare istorică a Dupușului se găsește într-un document datat 3 iunie 1267, potrivit căruia Nikolaus, fiul lui Jula, este împroprietărit de către regele  Ștefan al V-lea al Ungariei cu patru sate care i-au aparținut înainte și bunicului său. Aceste localități sunt Mediaș, Micăsasa, Dupuș și Cloașterf, toate fiind menționate aici pentru prima oară.
Dintr-un act judecătoresc din 1359 reiese că Dupuș a fost un sat liber, pe pământ crăiesc, aparținând de Scaunul Mediaș. În 1532 Dupuș era un sat liber aparținând celor Două Scaune și numărând 69 de „gospodari”.

## Biserica
A fost construită în primul sfert al secolului XVI ca biserică sală, fără turn. Pe peretele de vest, în spatele orgii, este trecut anul 1524. Corul și sala sunt de aceeași lățime. Pereții sunt sprijiniți de piloni integrați și legați în partea de sus prin arce de cărămidă. Deasupra se ridică etajul fortificat, cu acoperișul în două ape înclinat abrupt în toate părțile, având în vest un pinion. În spatele arcelor se găsesc orificii de tragere, respectiv turnare. O bandă decorativă în culorile galben, roșu, verde și negru decorează nivelul fortificat, ale cărui guri de tragere au forma de gaură de cheie. Accesul este realizat printr-o scară în spirală în colțul de nord-vest al bisericii.
În interiorul bisericii, pe partea de nord a corului, se găsește un tabernacol de dinaintea reformei protestante, precum și o strană din 1537, care în prezent se află în curs de restaurare la Universitatea Hildesheim din Germania, strană care pare a fi fost realizată în atelierul meșterului Johannes Reichmuth din Sighișoara.
Biserica a fost înconjurată de un zid înalt de 7 m. Turnul alipit de biserică, mult mai înalt decât aceasta, s-a prăbușit în 1725. În 1901 zidul a fost demolat parțial în vederea obținerii de materiale pentru construirea școlii, înălțimea fiindu-i redusă la 2,5 m. În 1902 a fost construită actuala clopotniță, mai scundă decât coama acoperișului.
Altarul triptic de la Dupuș, adăpostit în prezent la Mediaș, când este deschis arată un crucifix flancat de patru îngeri, iar pe panourile voleților deschiși sunt reprezentate diferite scene cu tematică biblică. Panourile de pe altarul închis reprezintă opt scene din patimile lui Iisus.
Orga bisericii evanghelice se numără printre cele mai vechi orgi din Ardeal păstrate până în ziua de astăzi. A fost construită în anul 1731 de Georg Wachsmann în stil baroc, fiind achiziționată din Biertan în anul 1794. În anul 1909 a fost reparată de Karl Einschenk, iar în 1944 și 1972 de Otto Einschenk. În prezent are un număr de 7+1 registre, inițial au fost 9 sau 10.

## Vezi și
- Dupuș, Sibiu

## Imagini din exterior

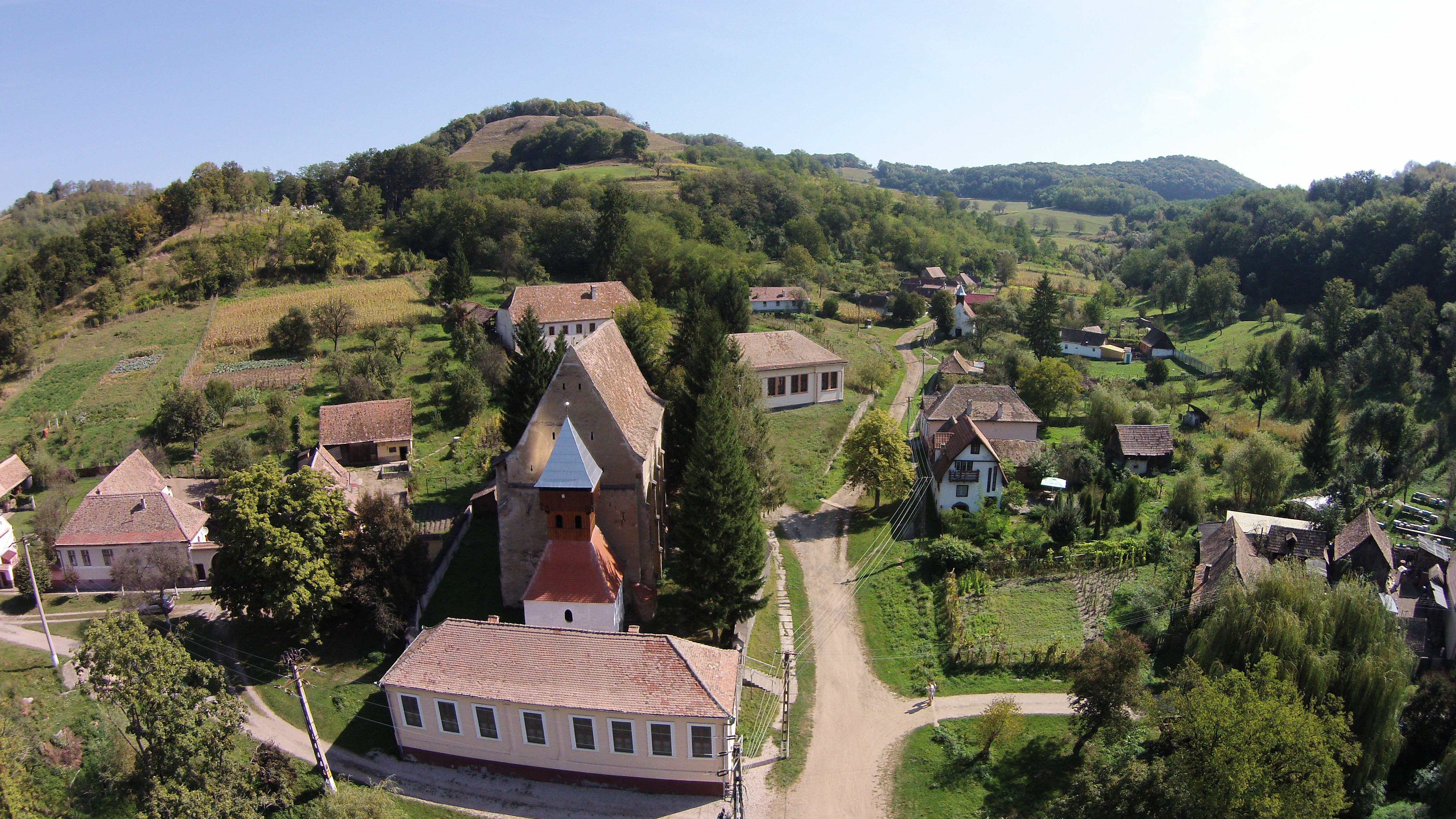
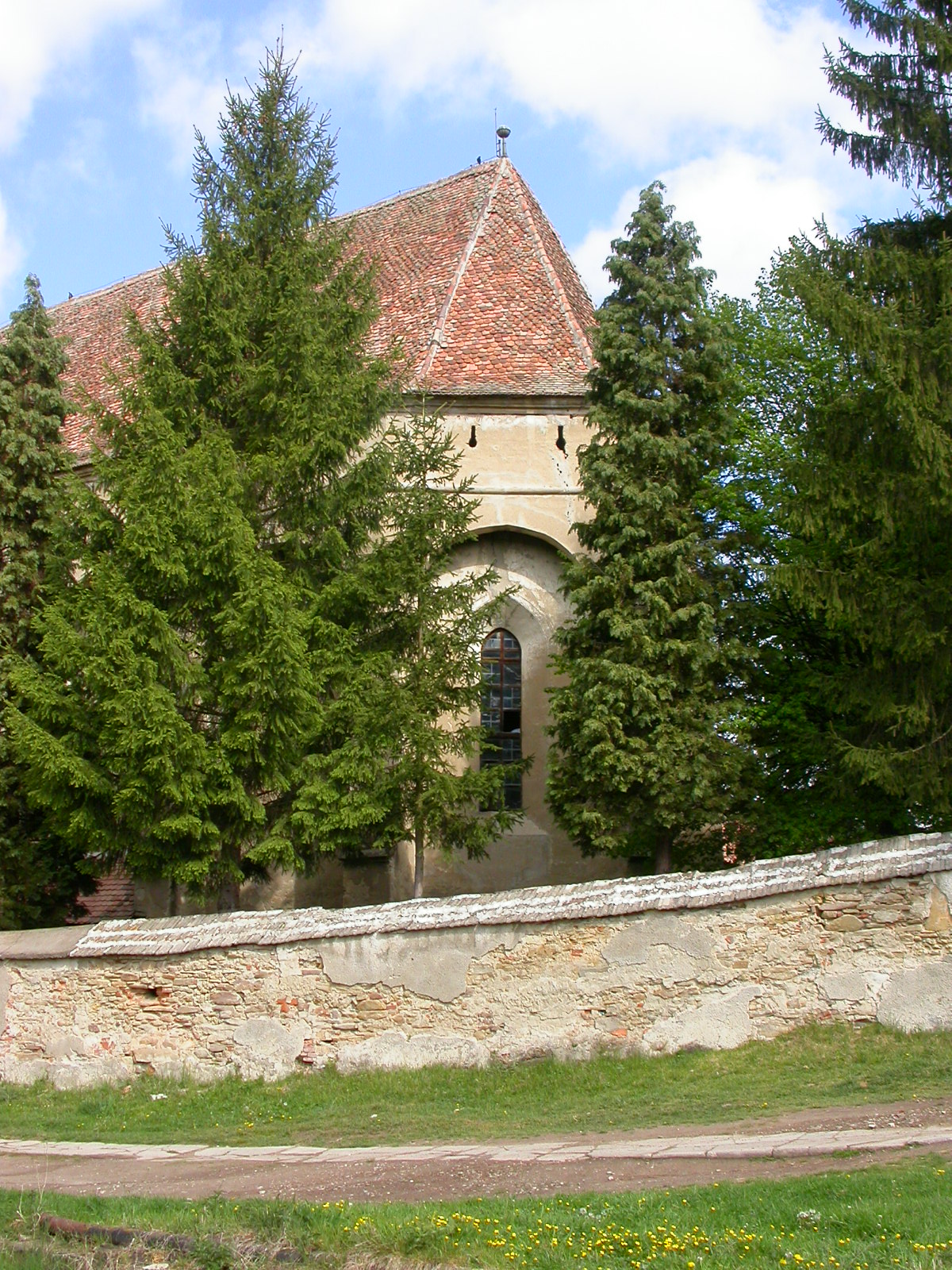
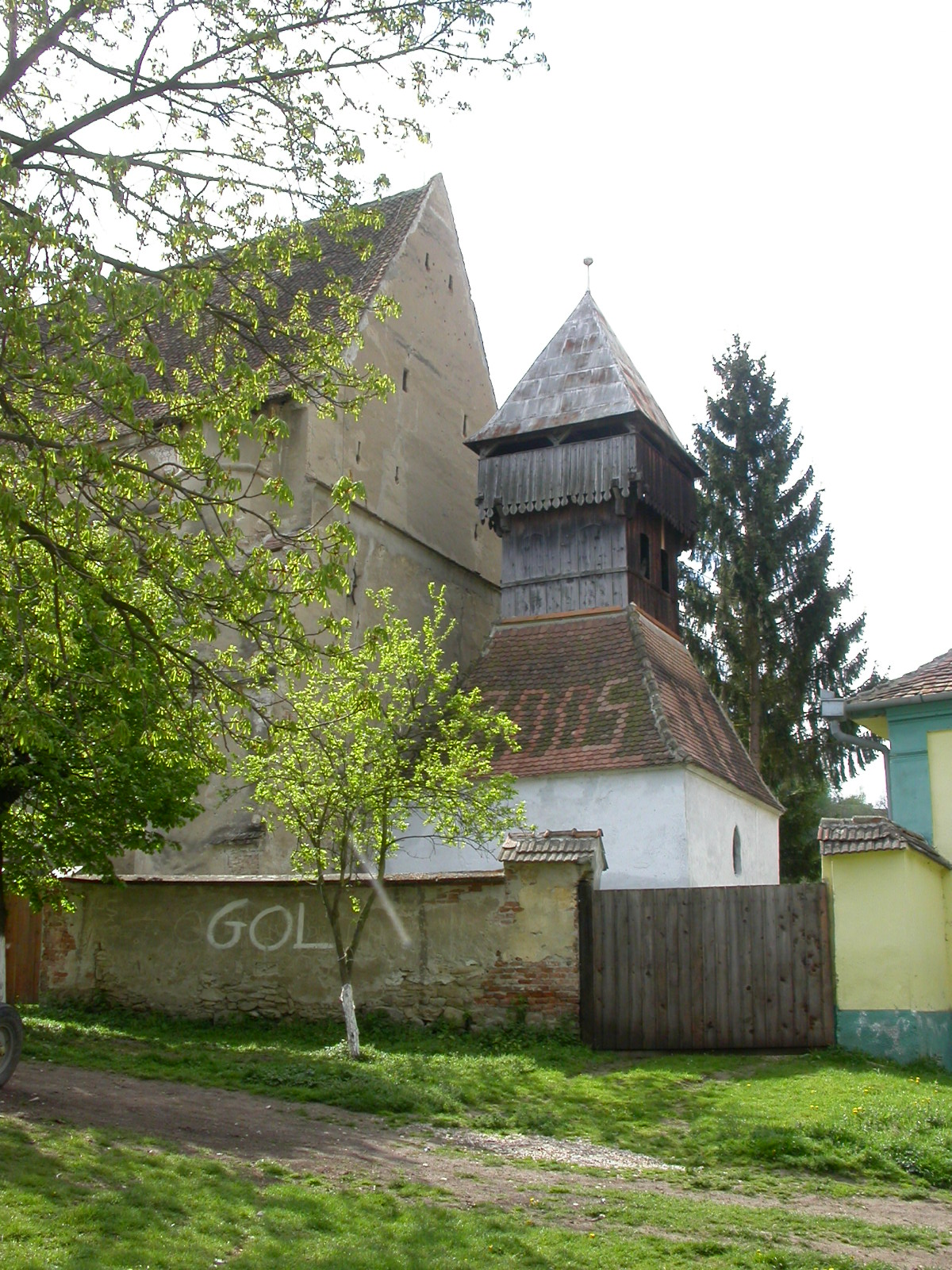
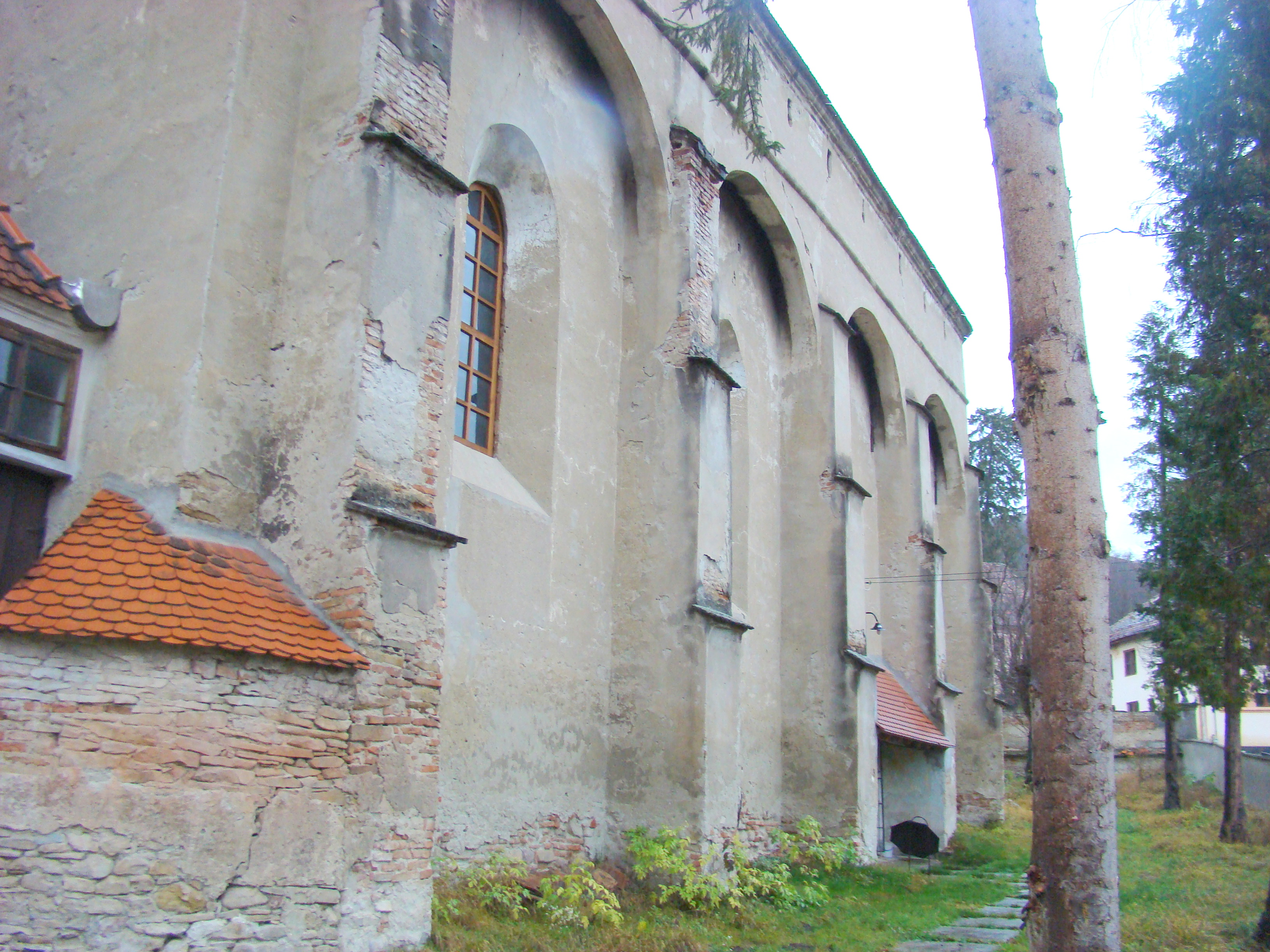
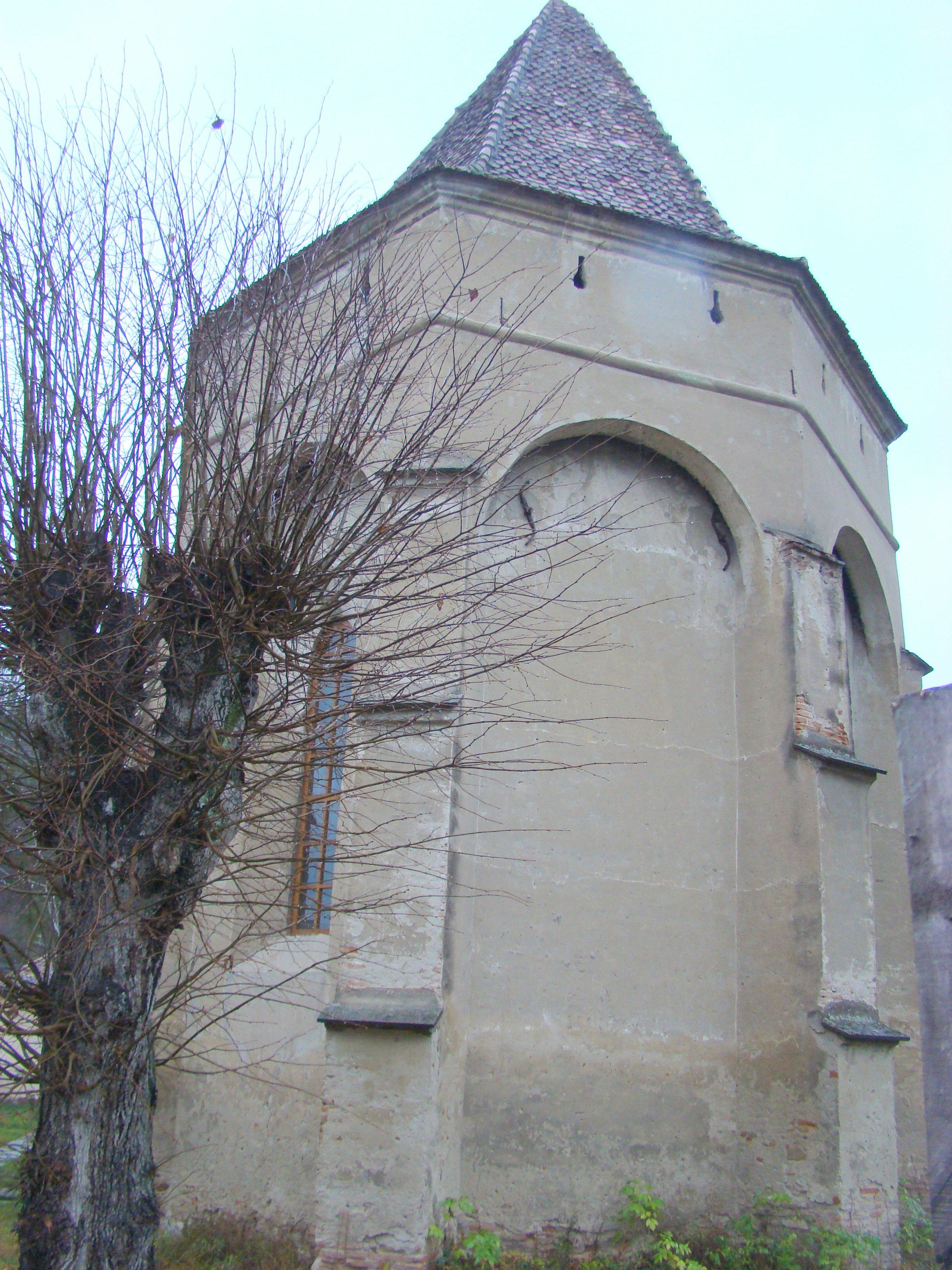
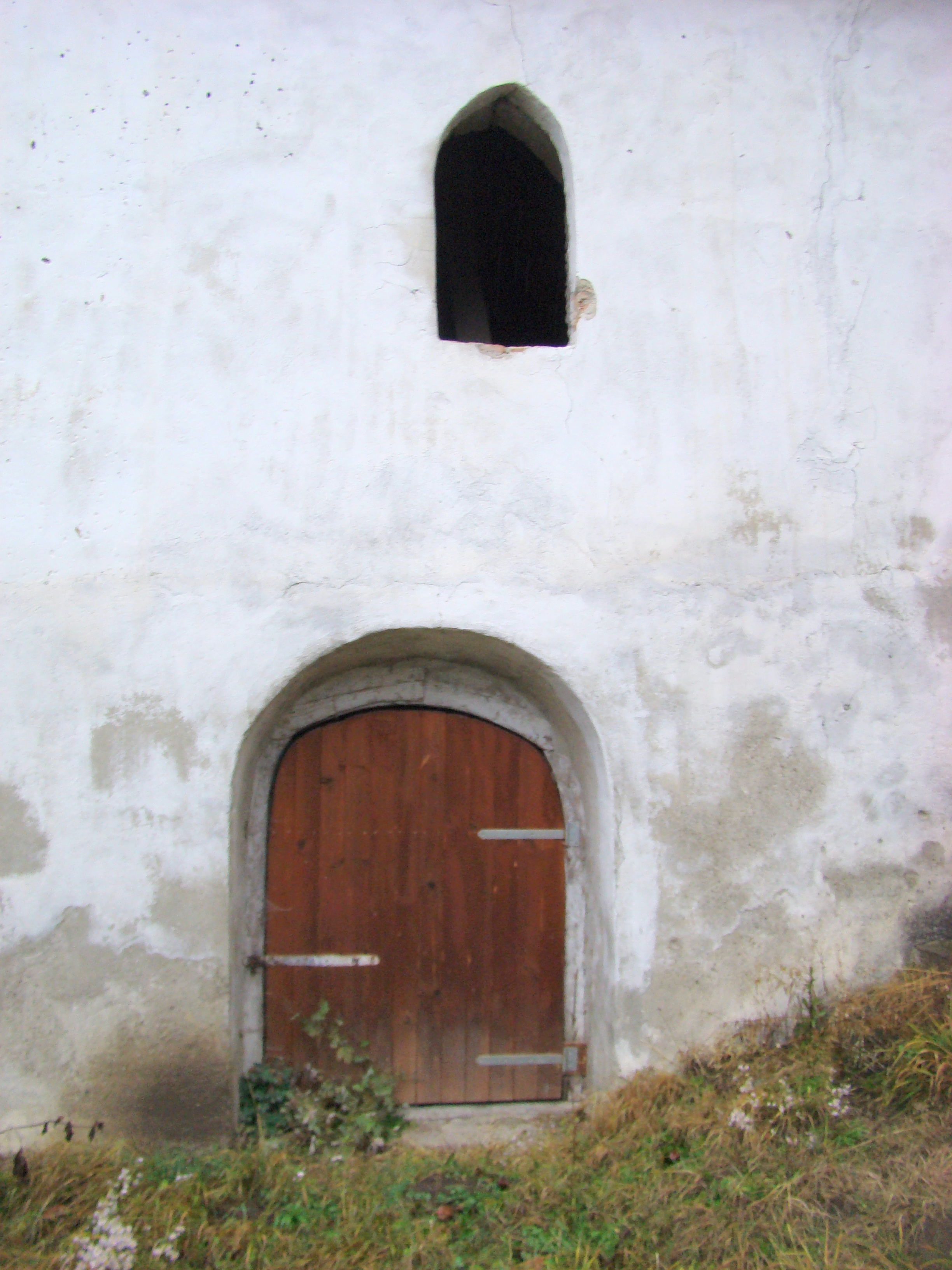
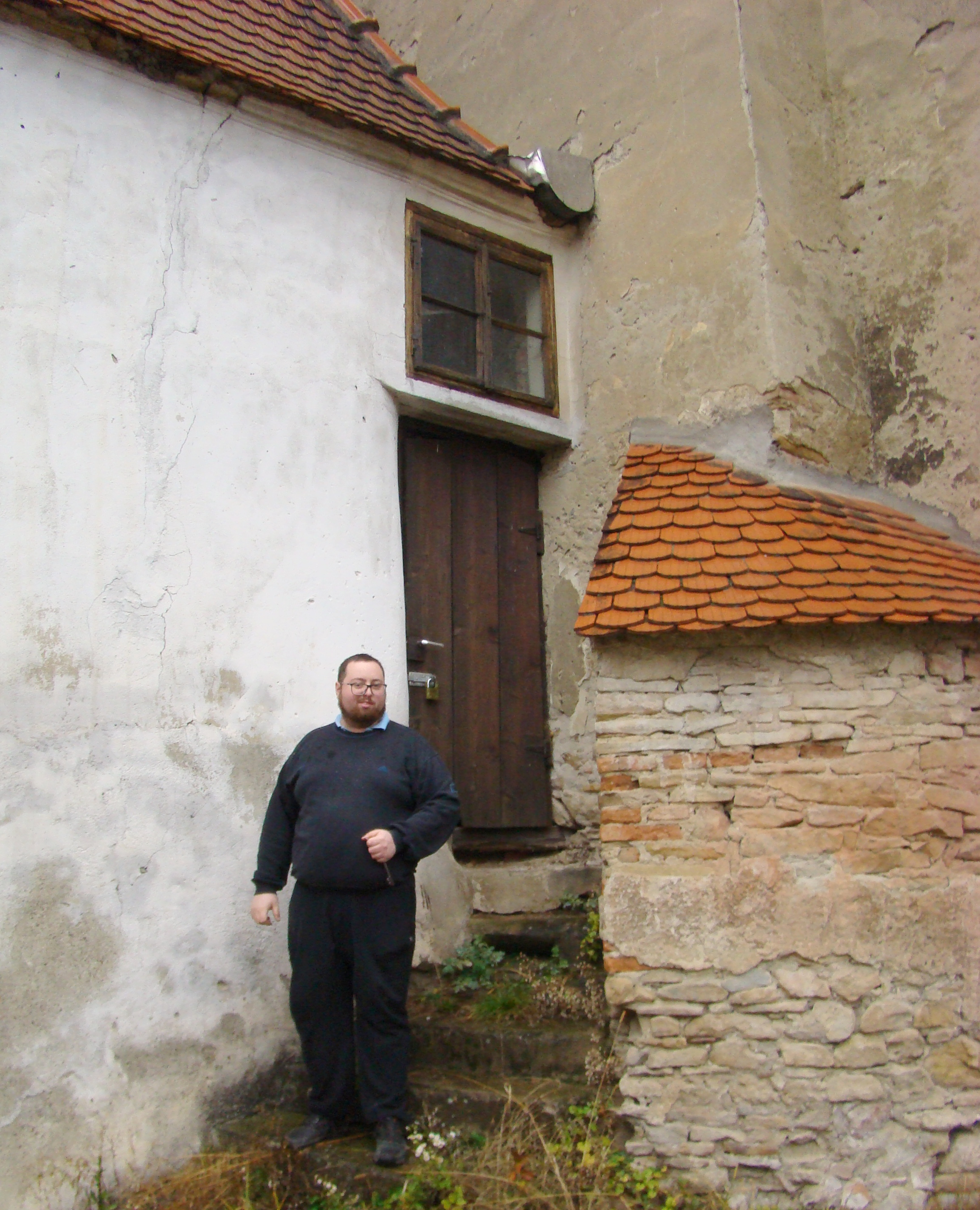
Curatorul bisericii fortificate din Dupuș: Edmund Mai
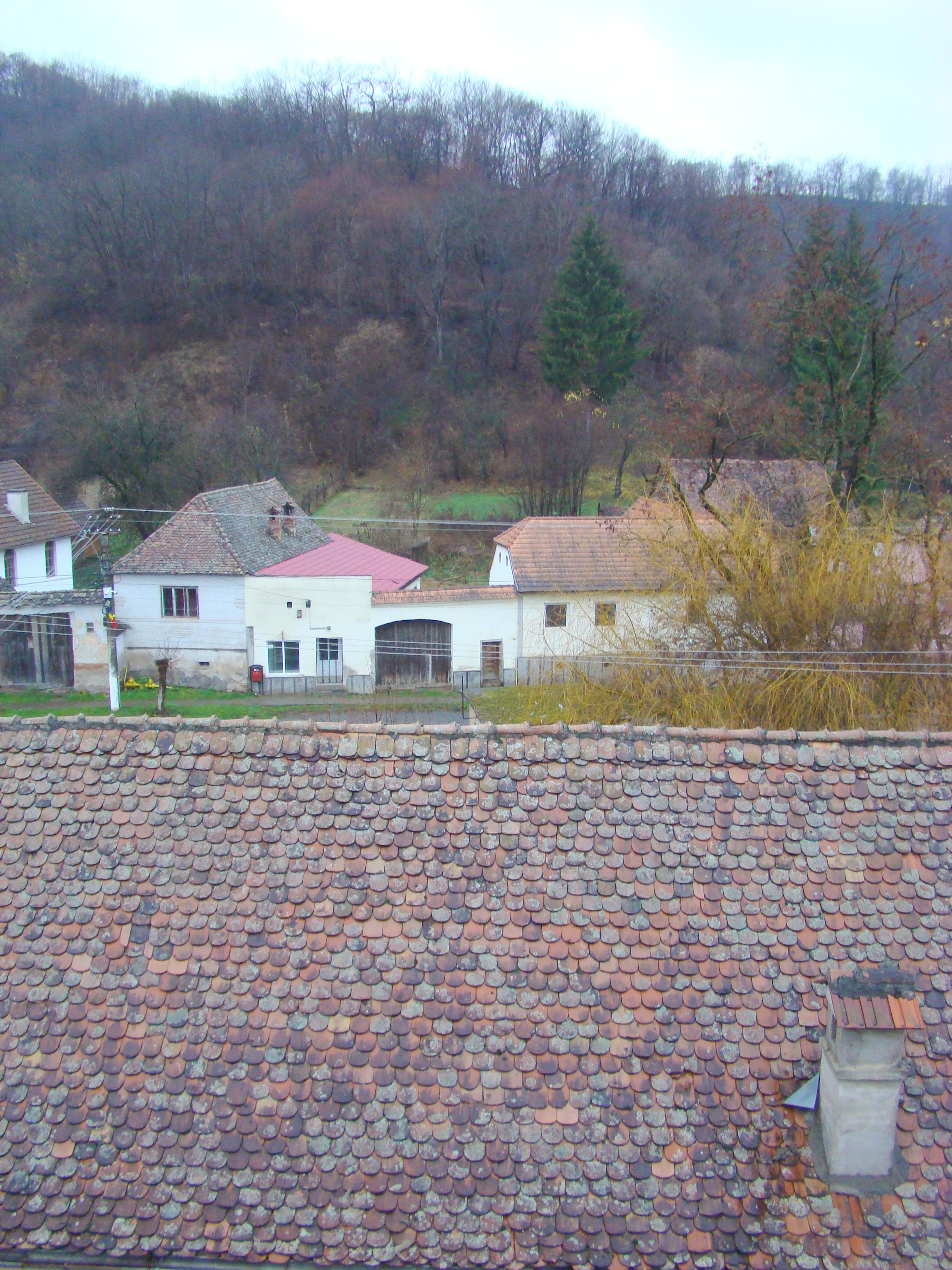
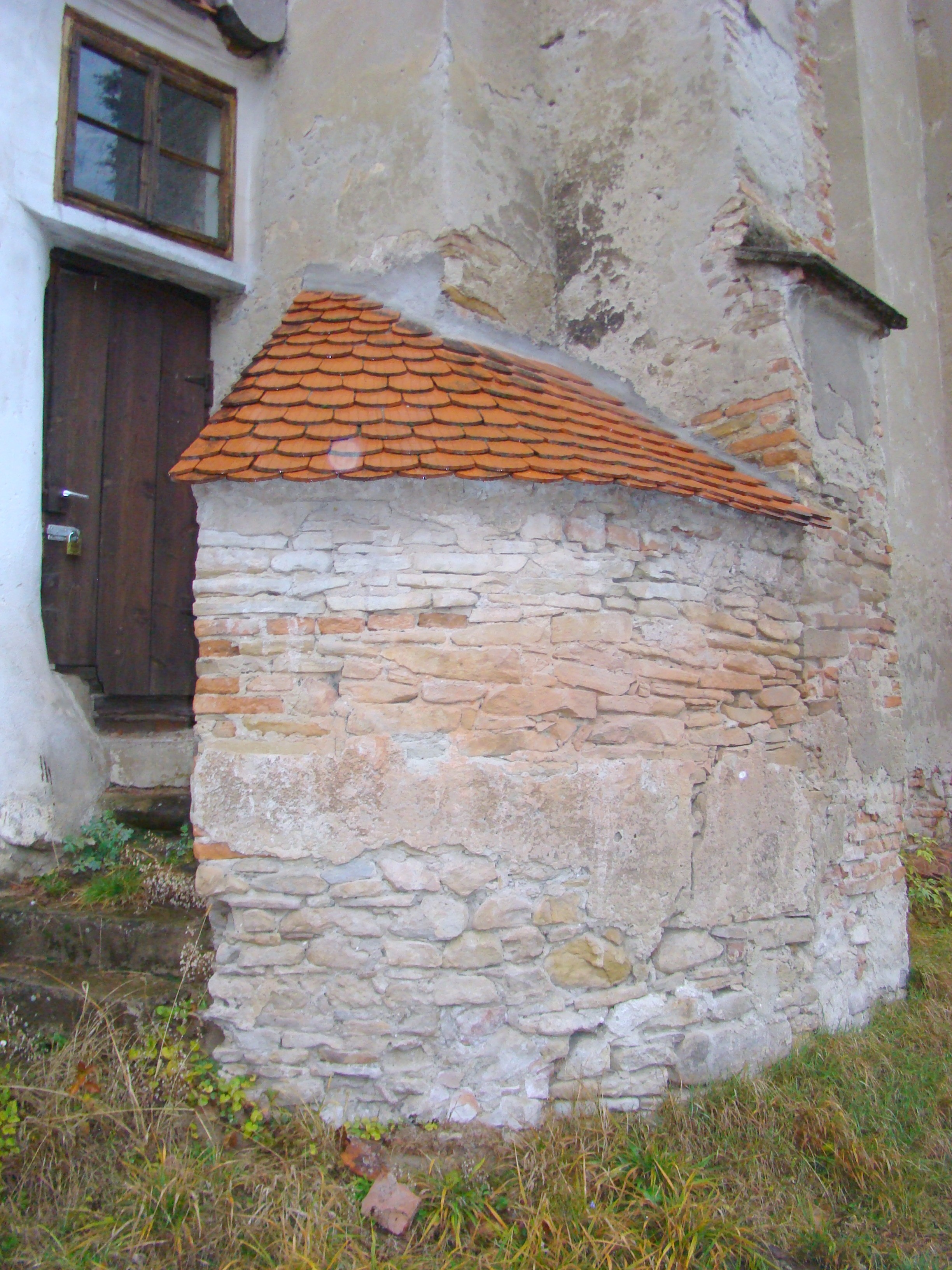
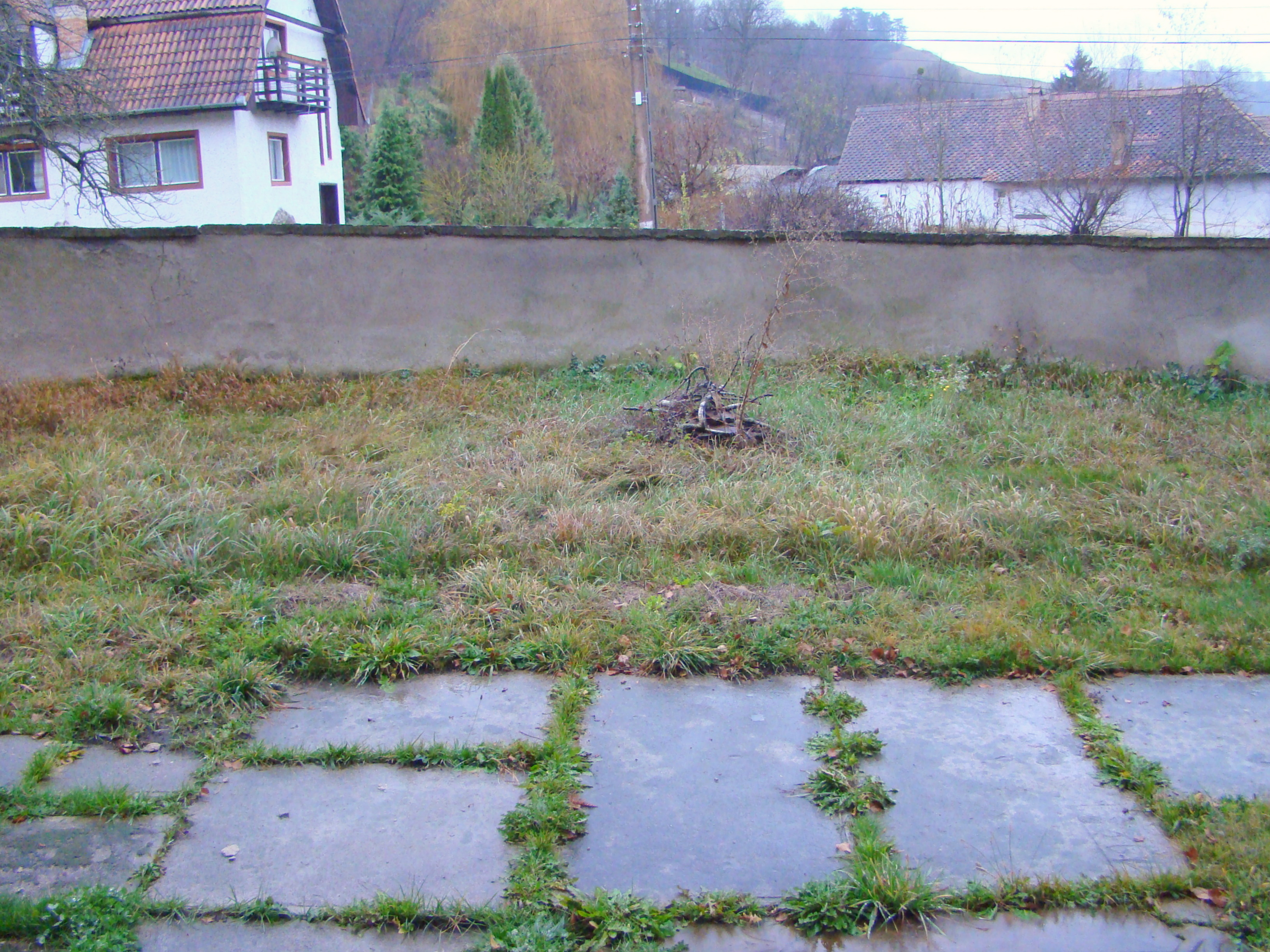
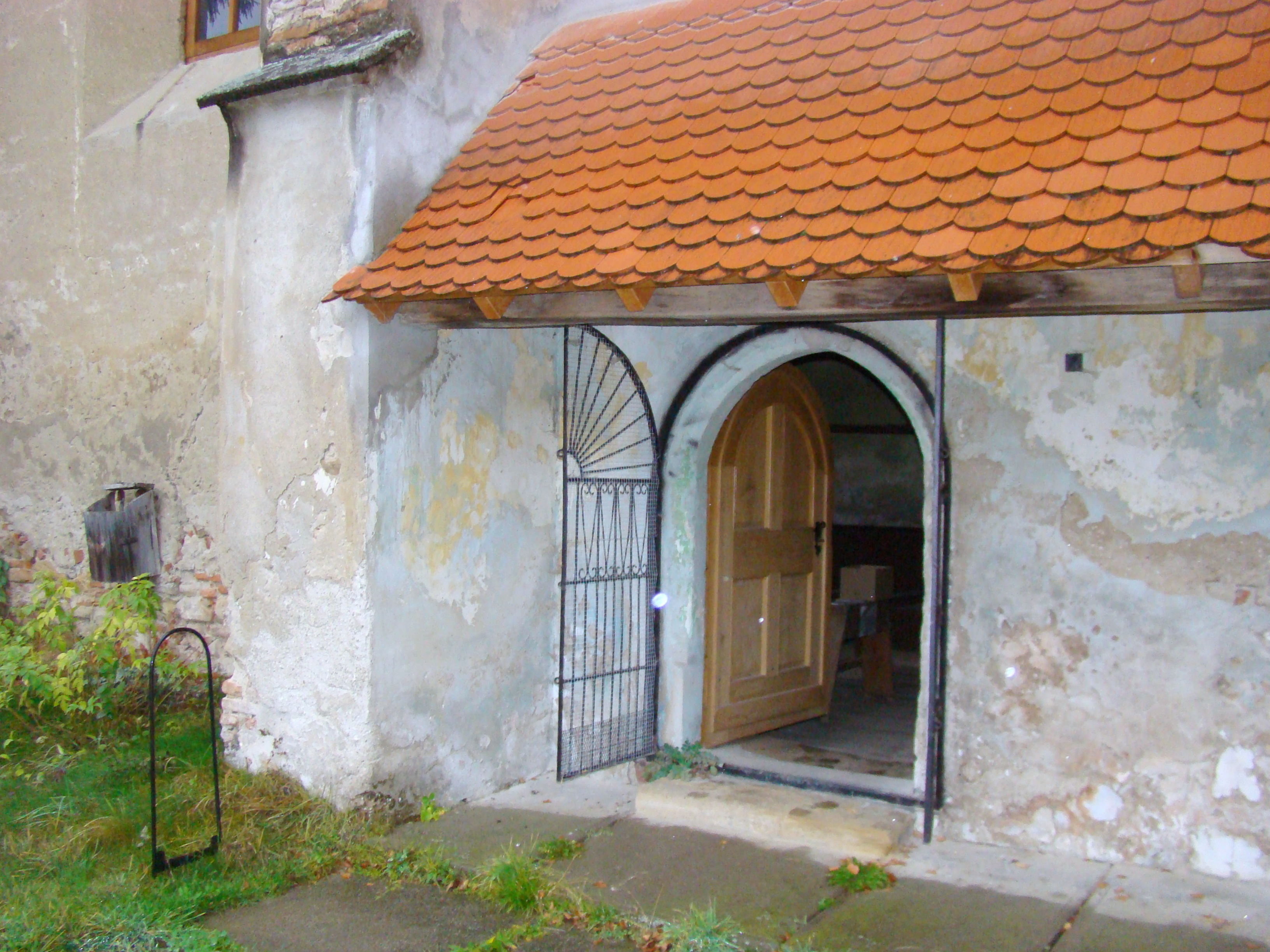
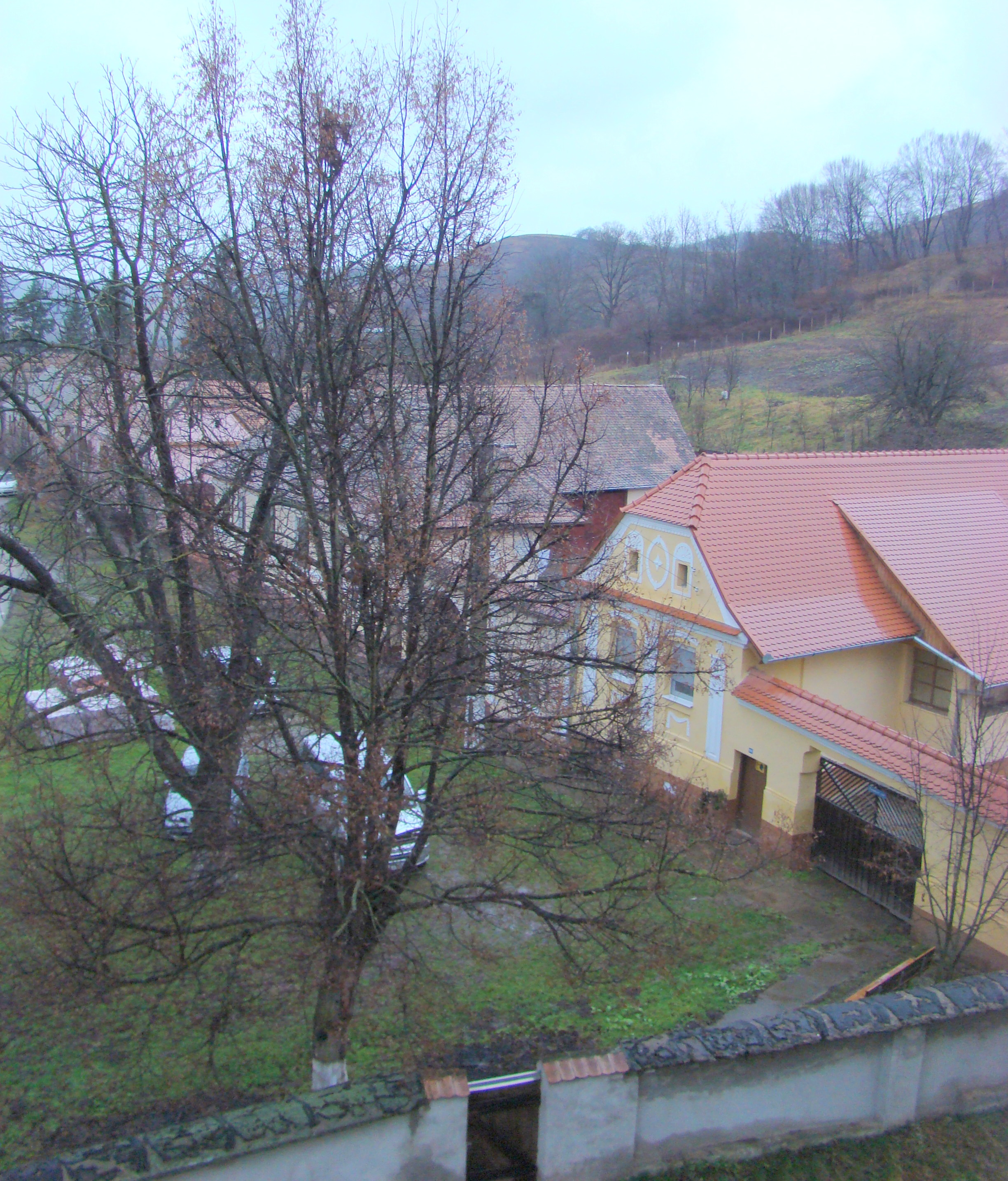

## Imagini din interior

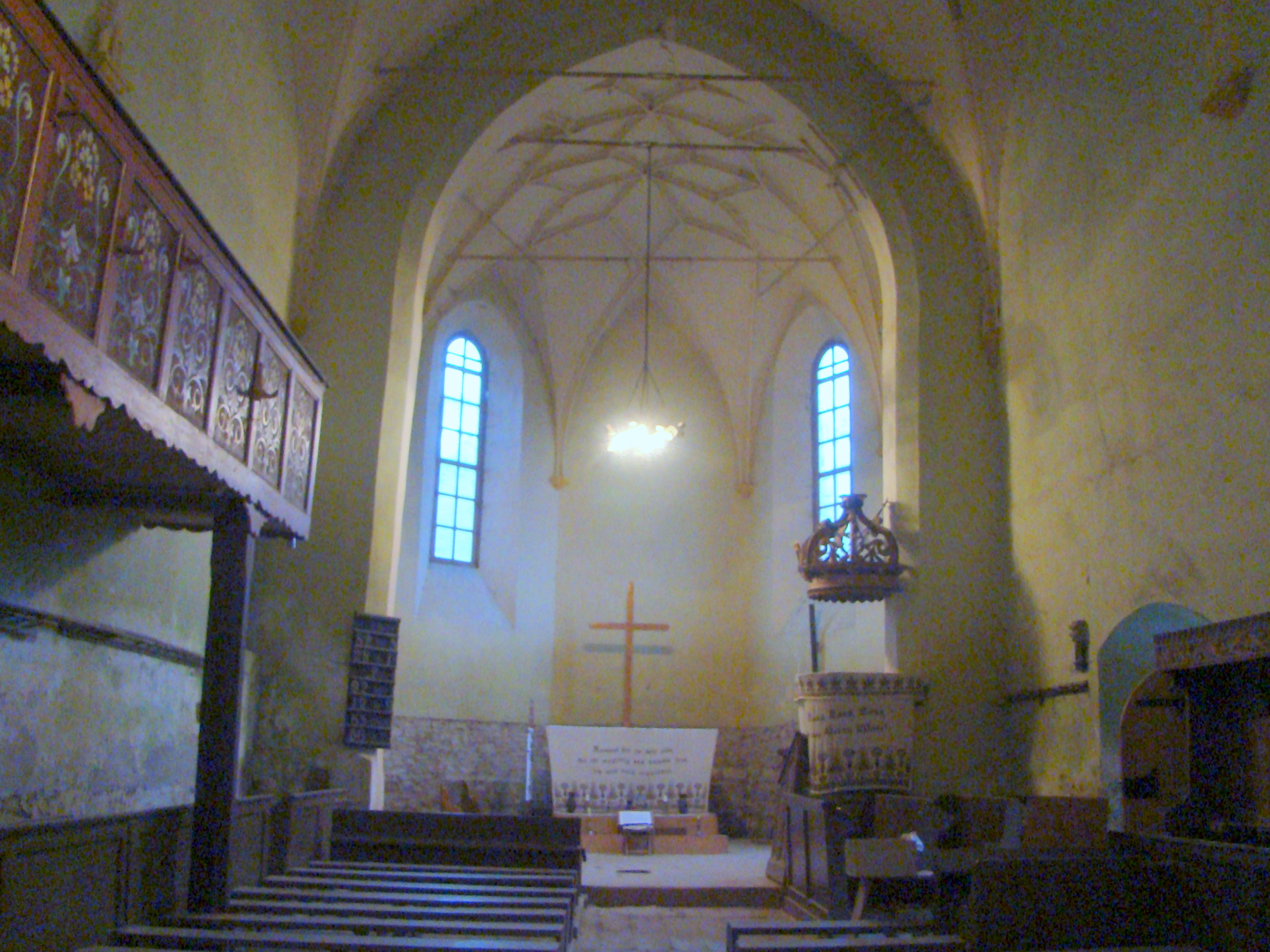
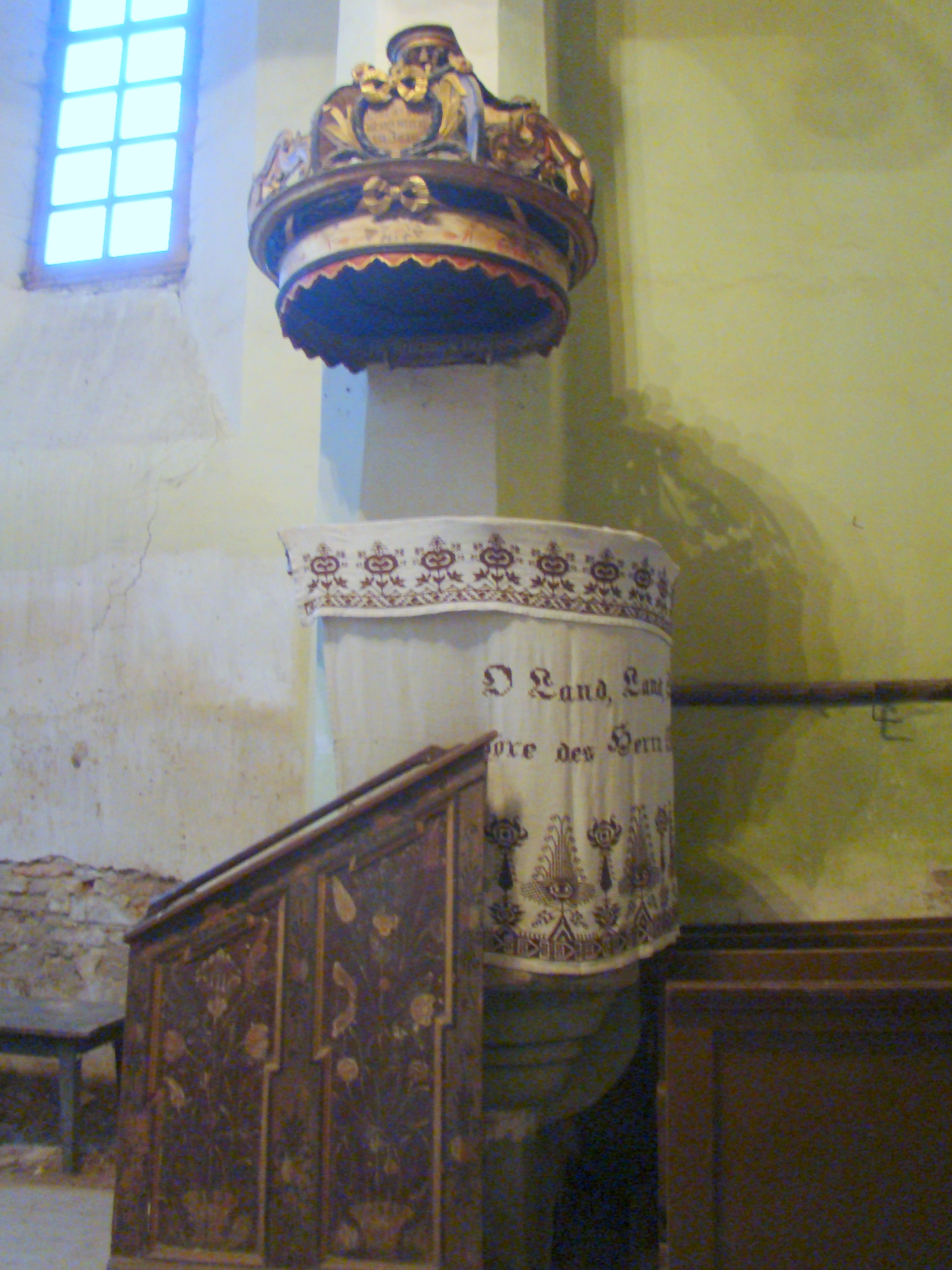
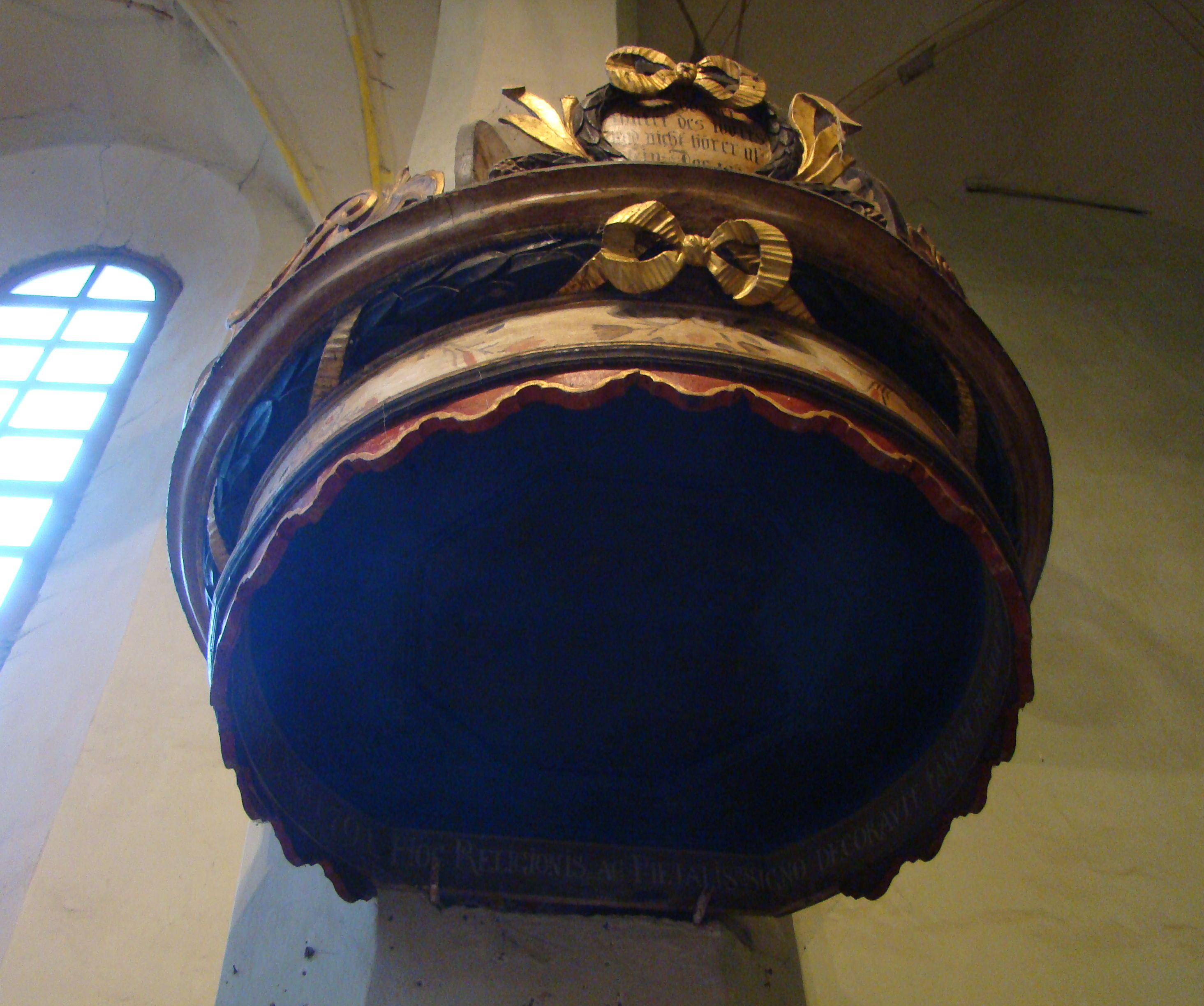
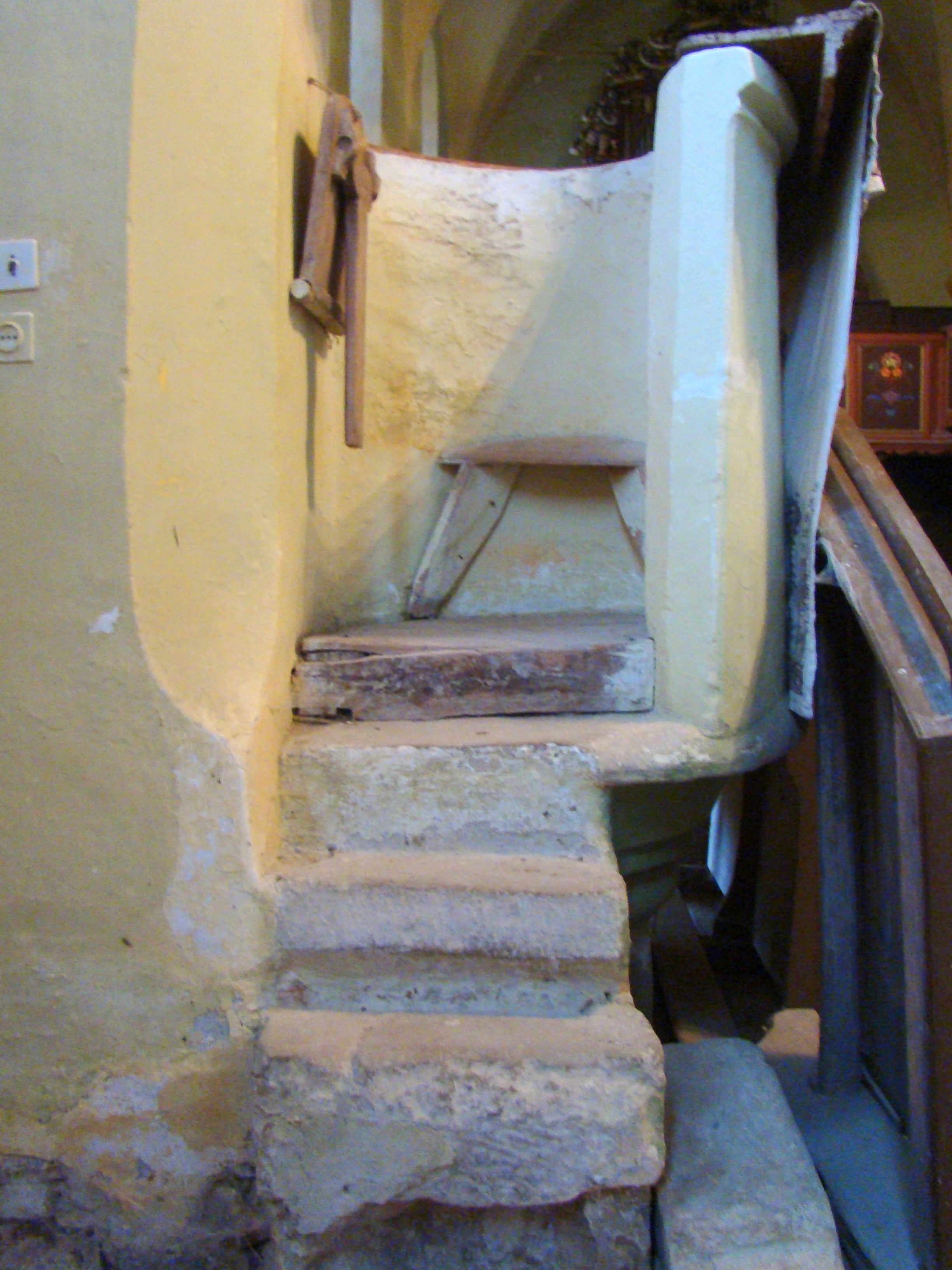
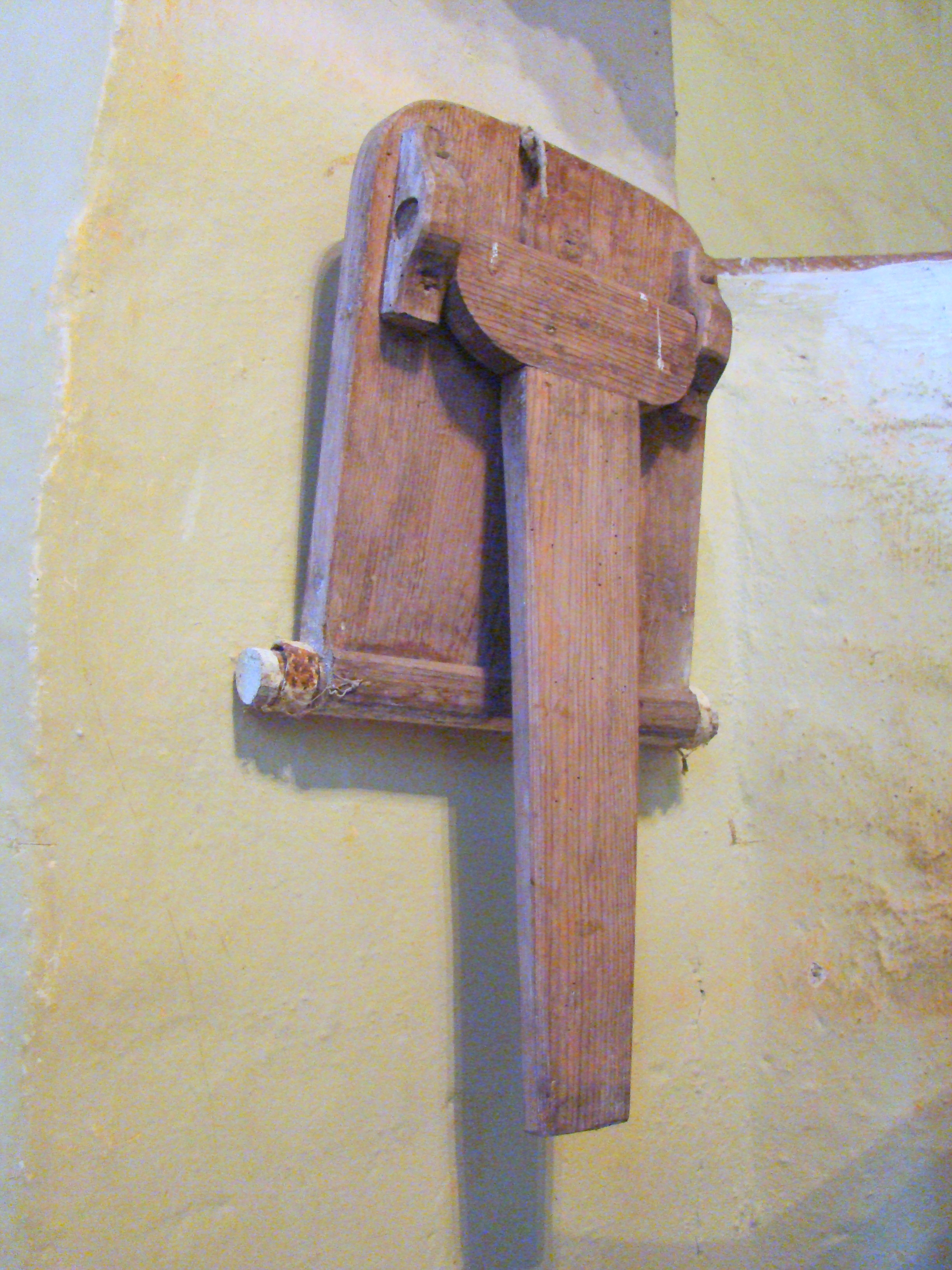
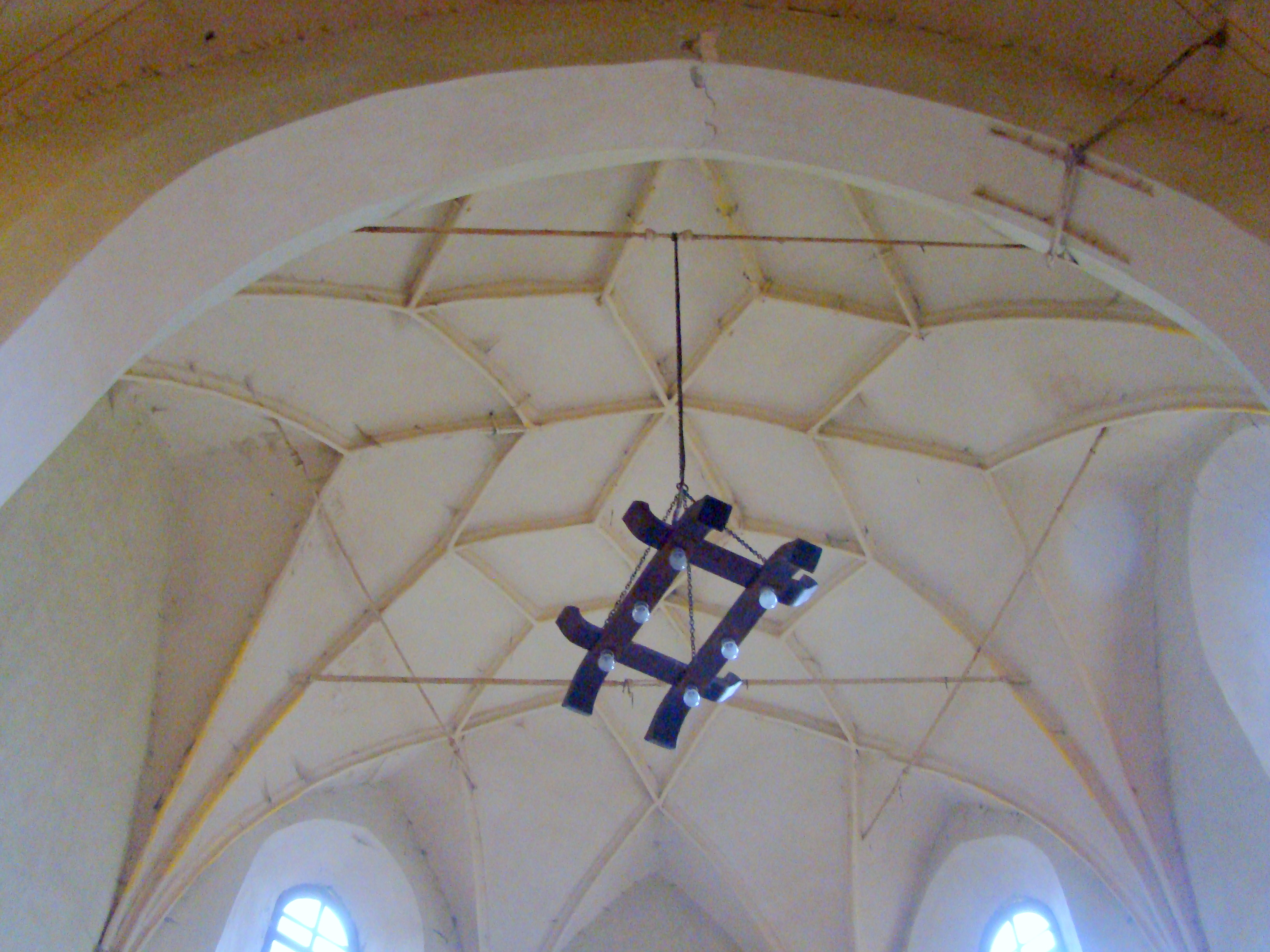
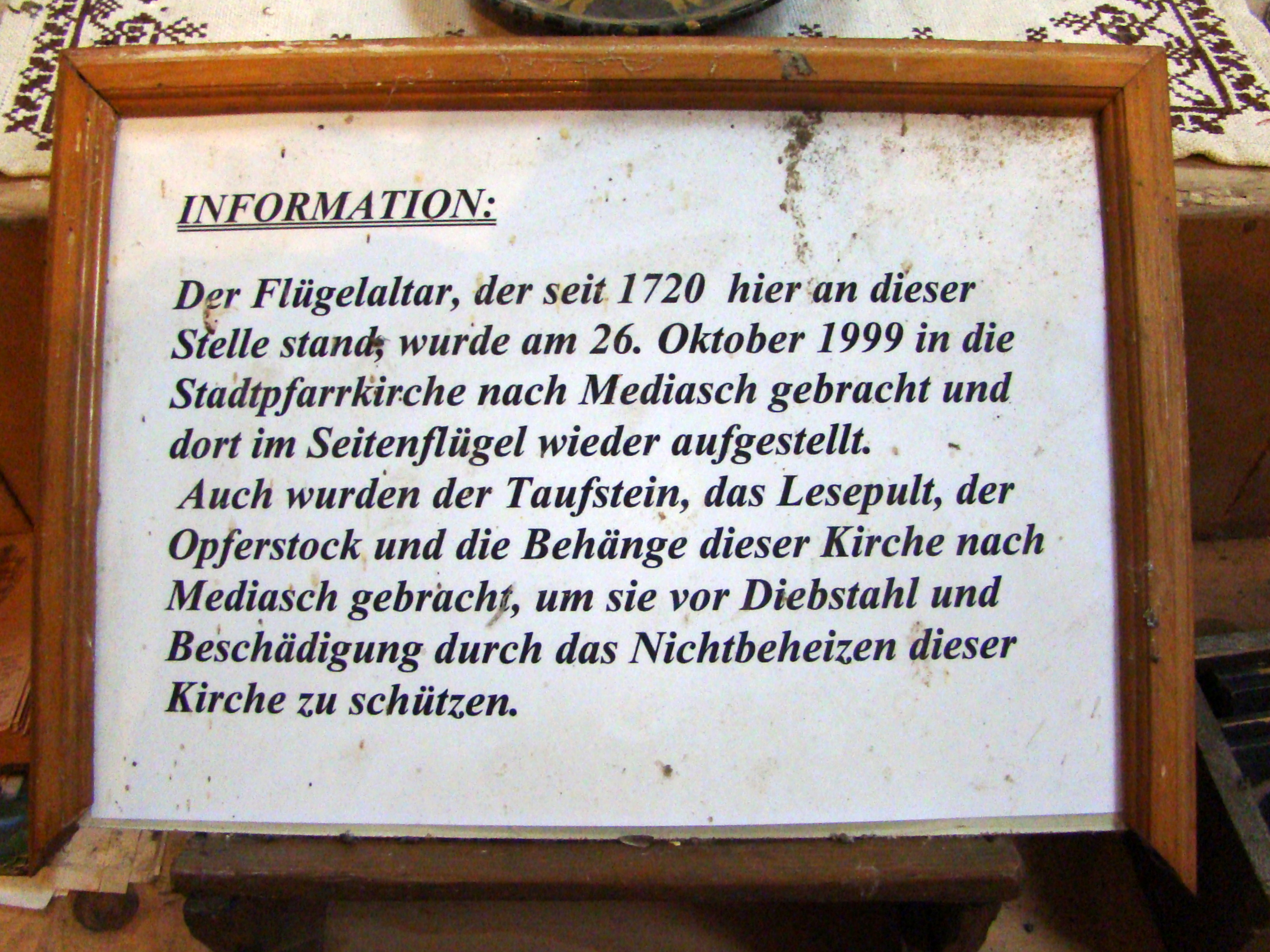
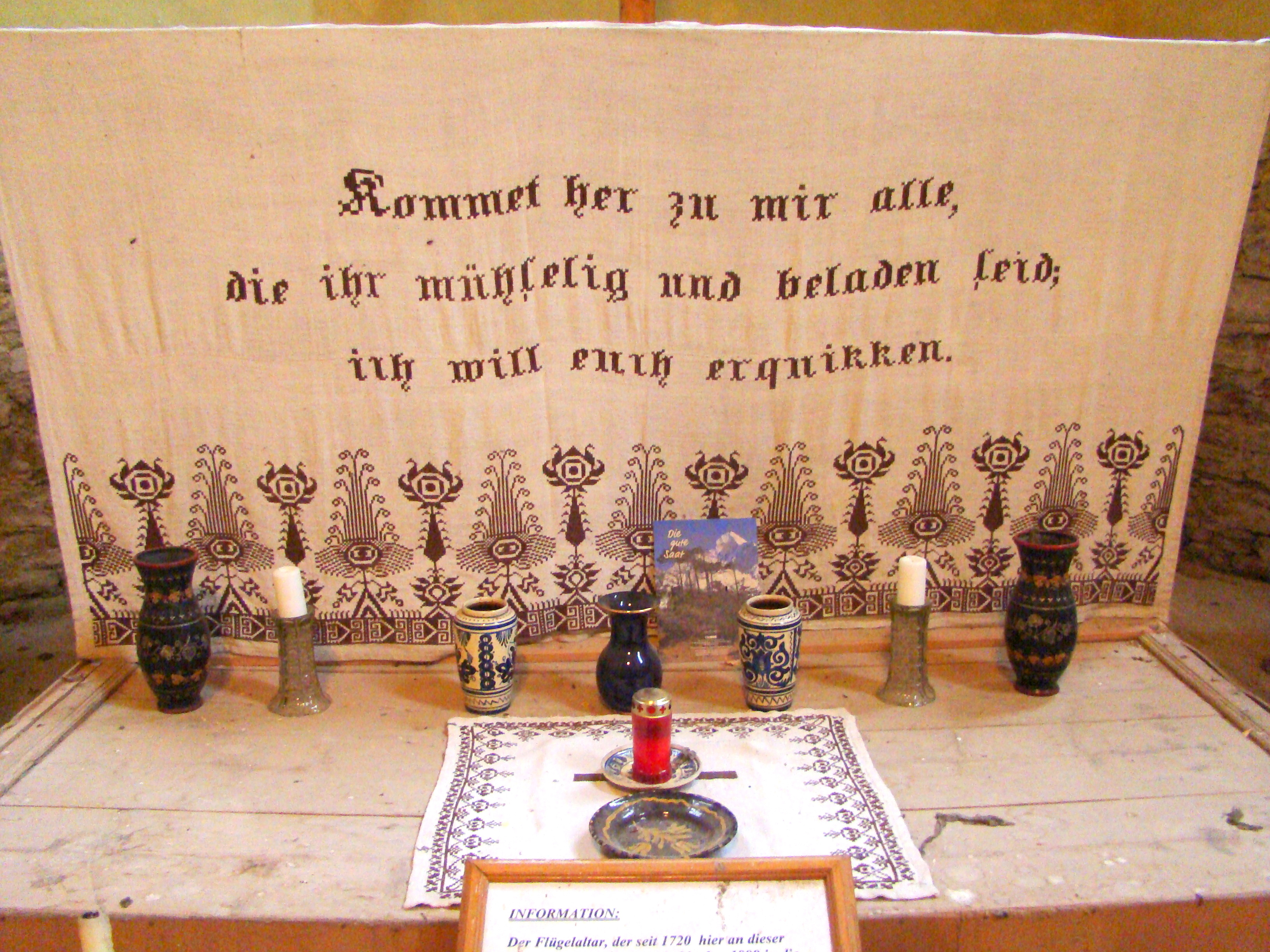
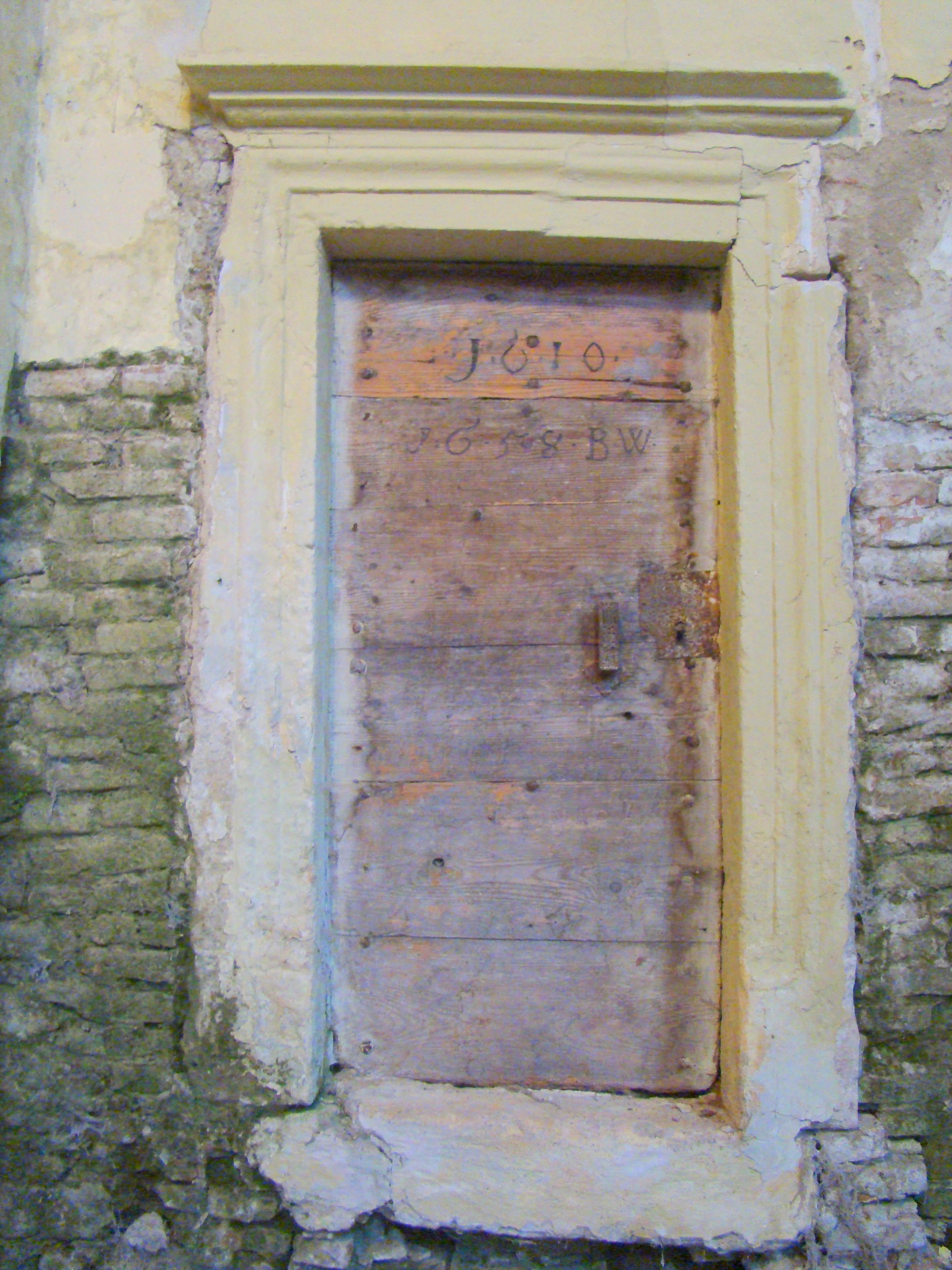
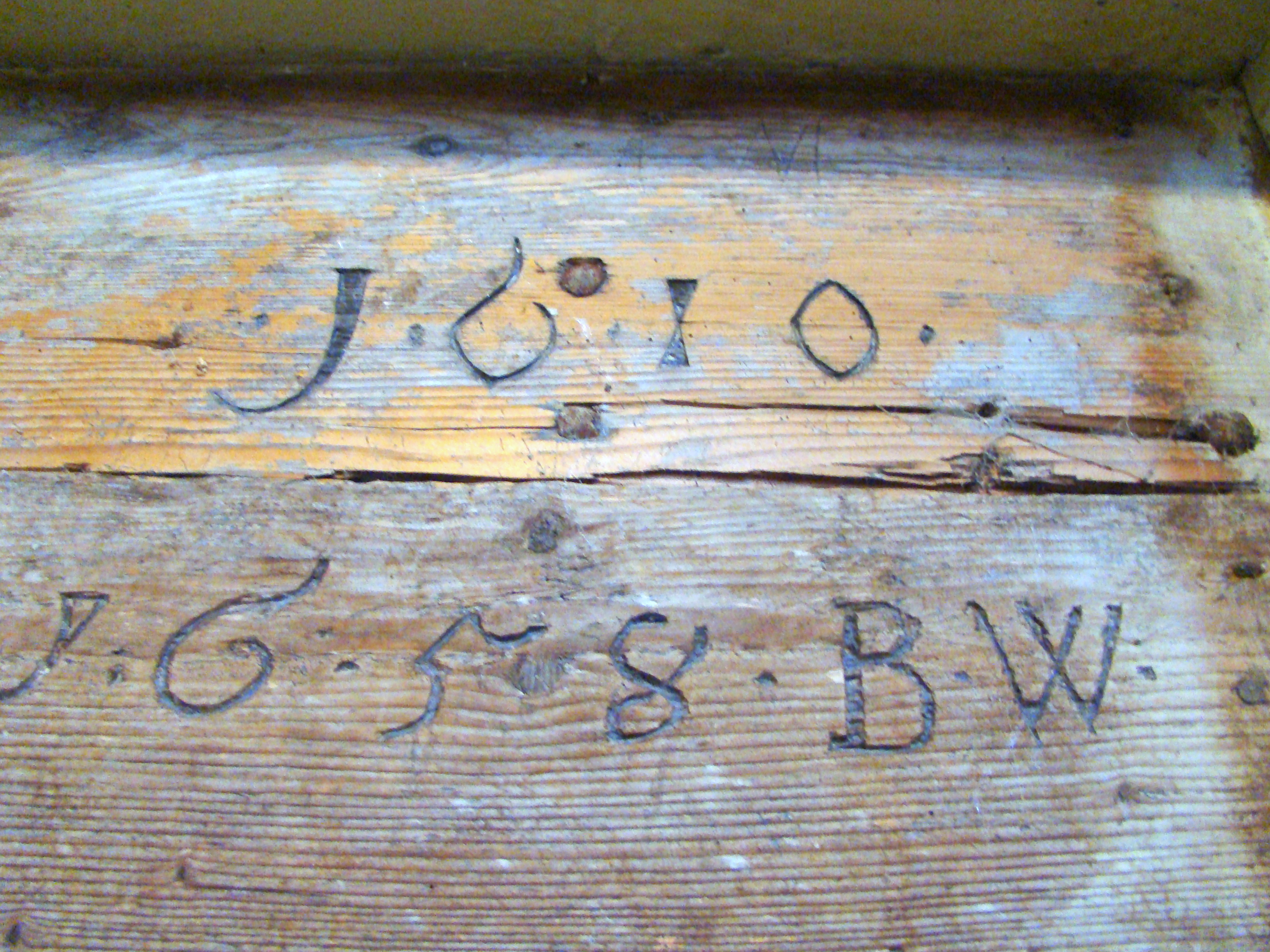
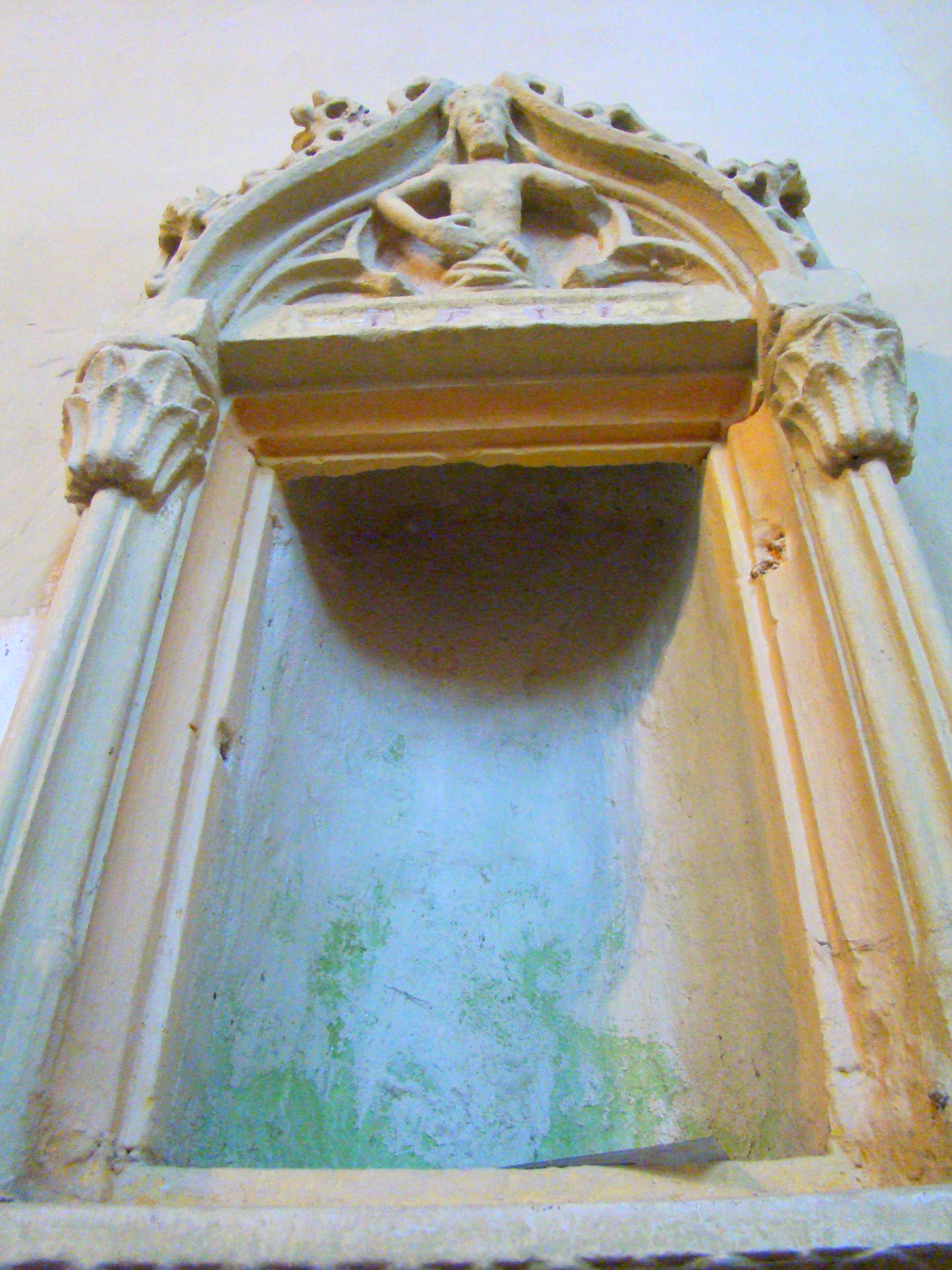
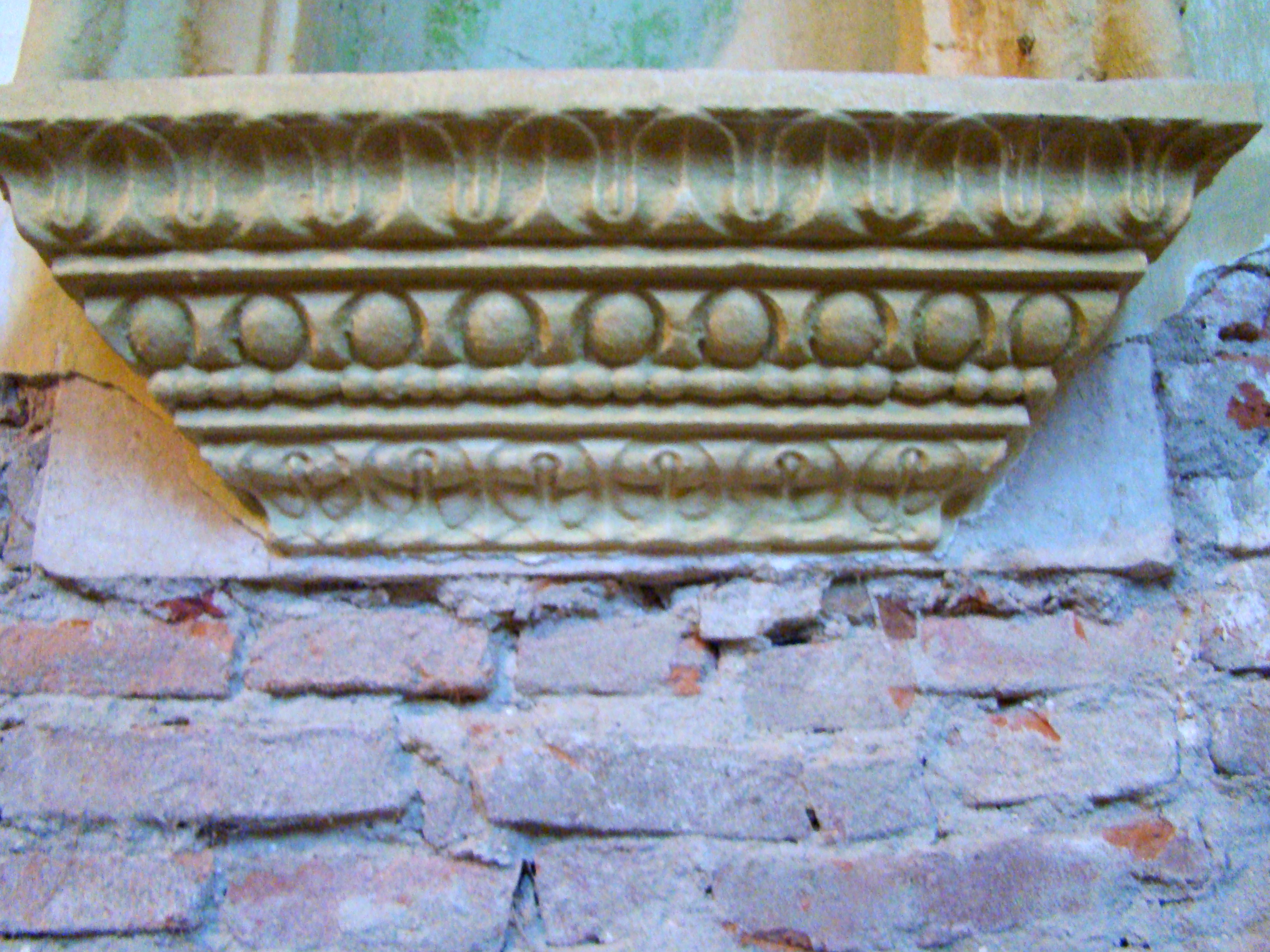
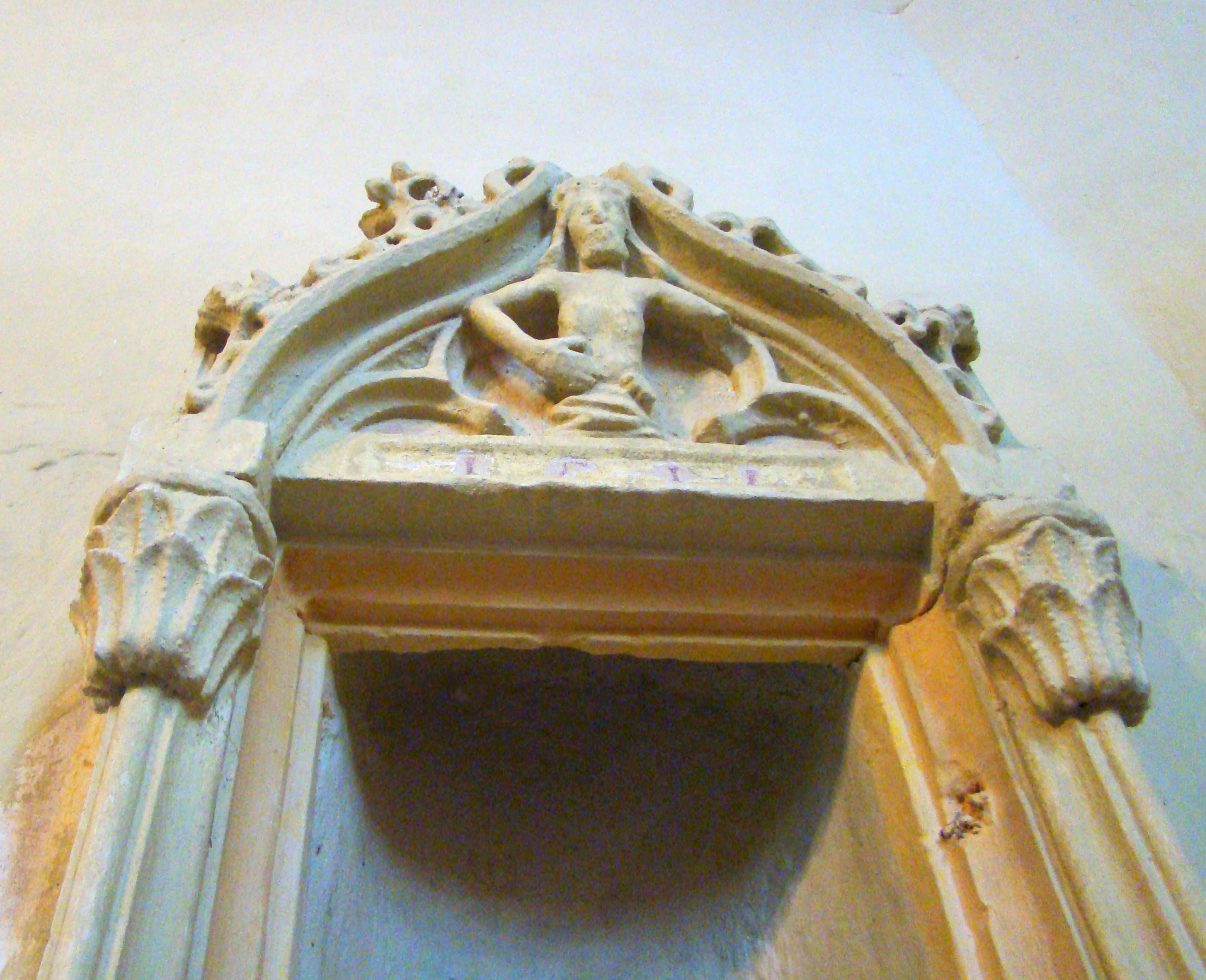
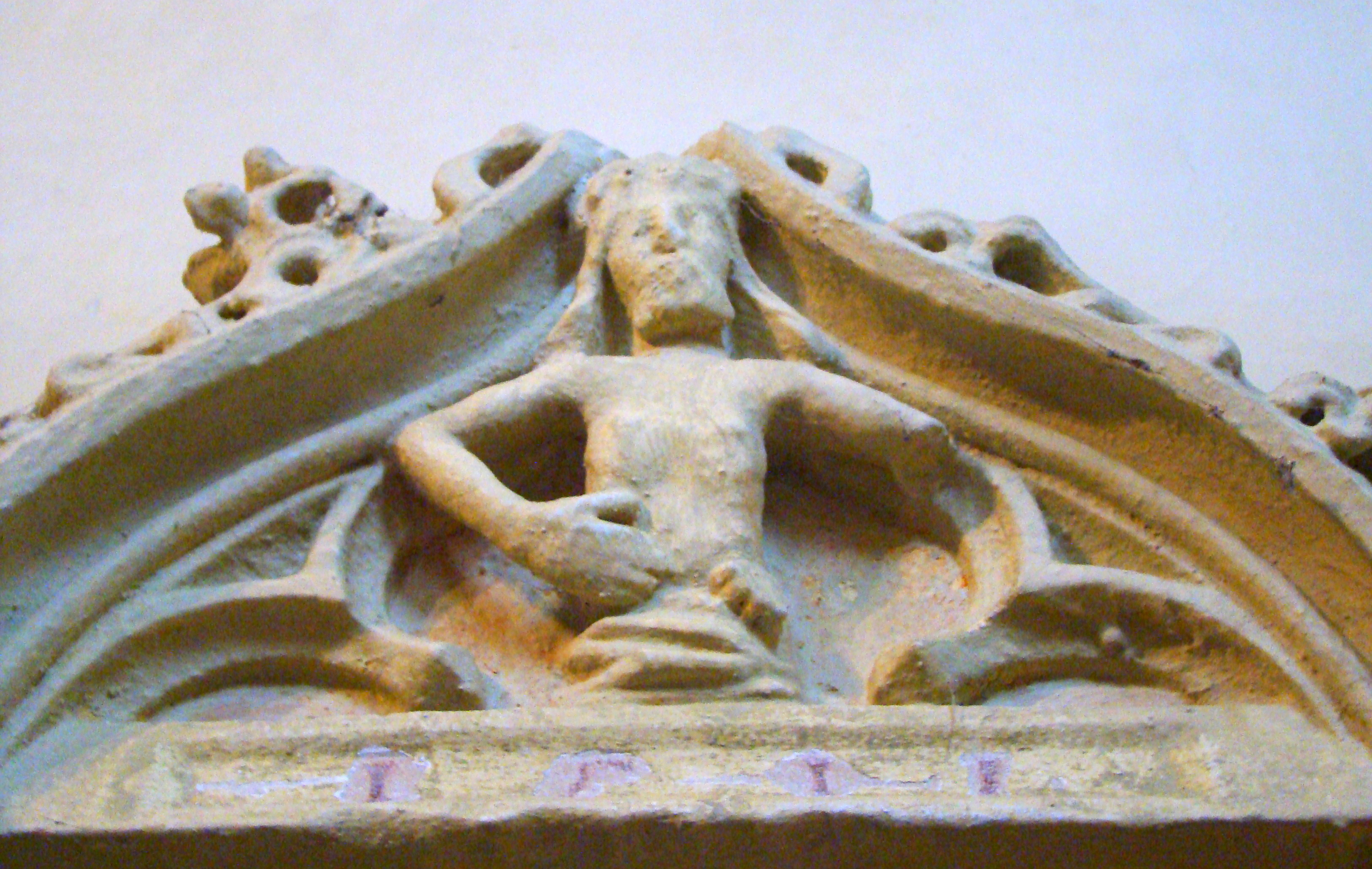
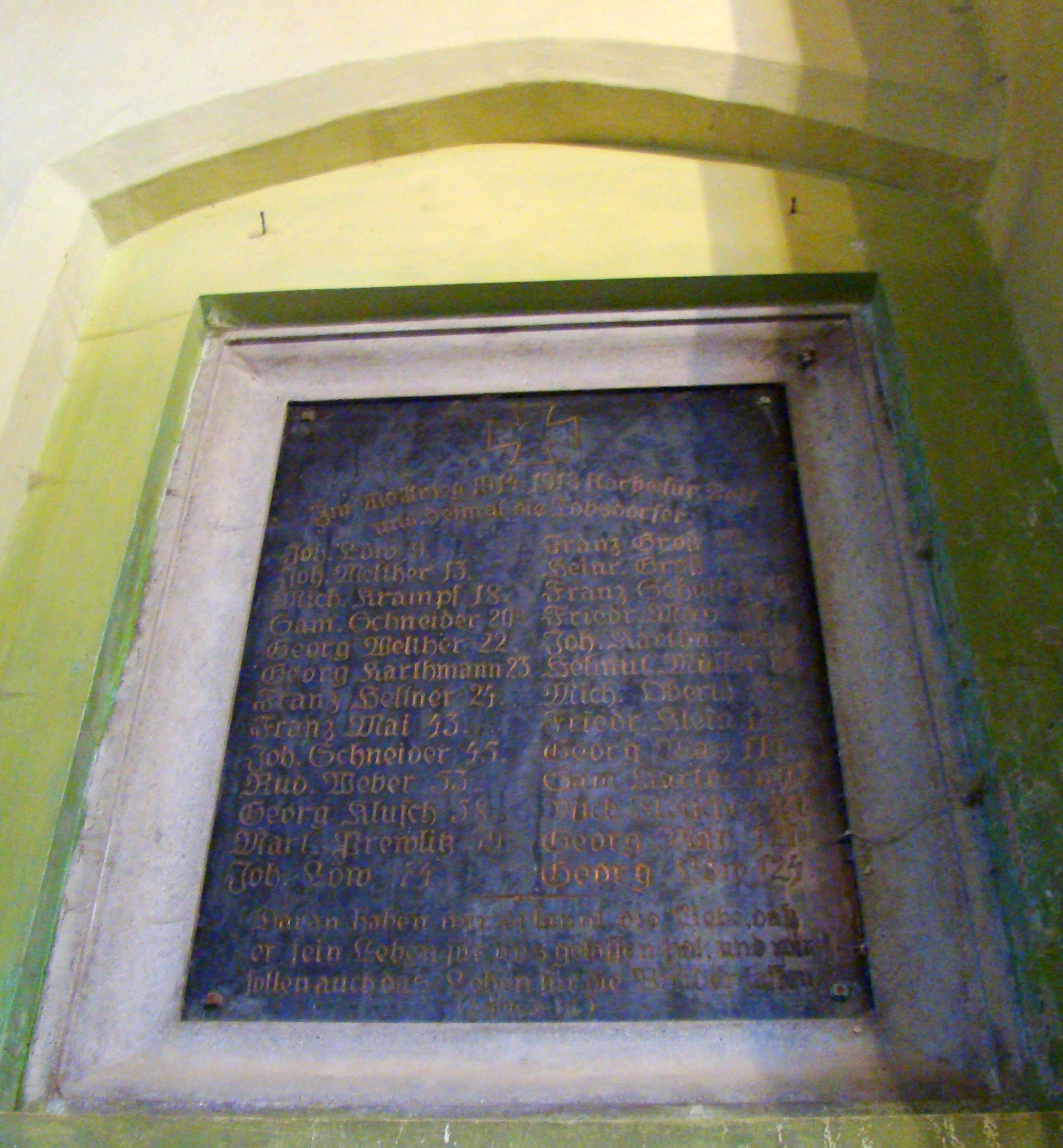
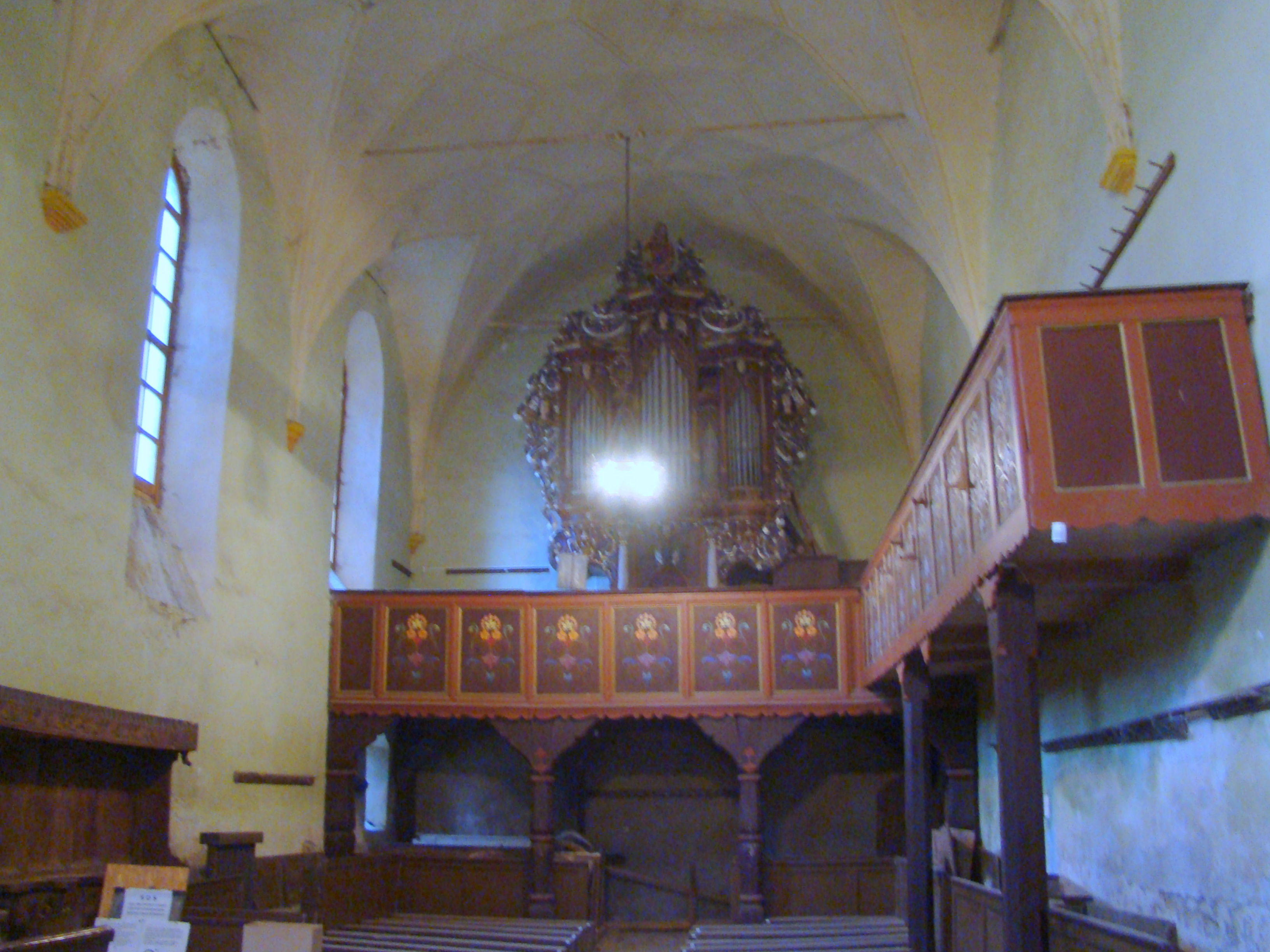
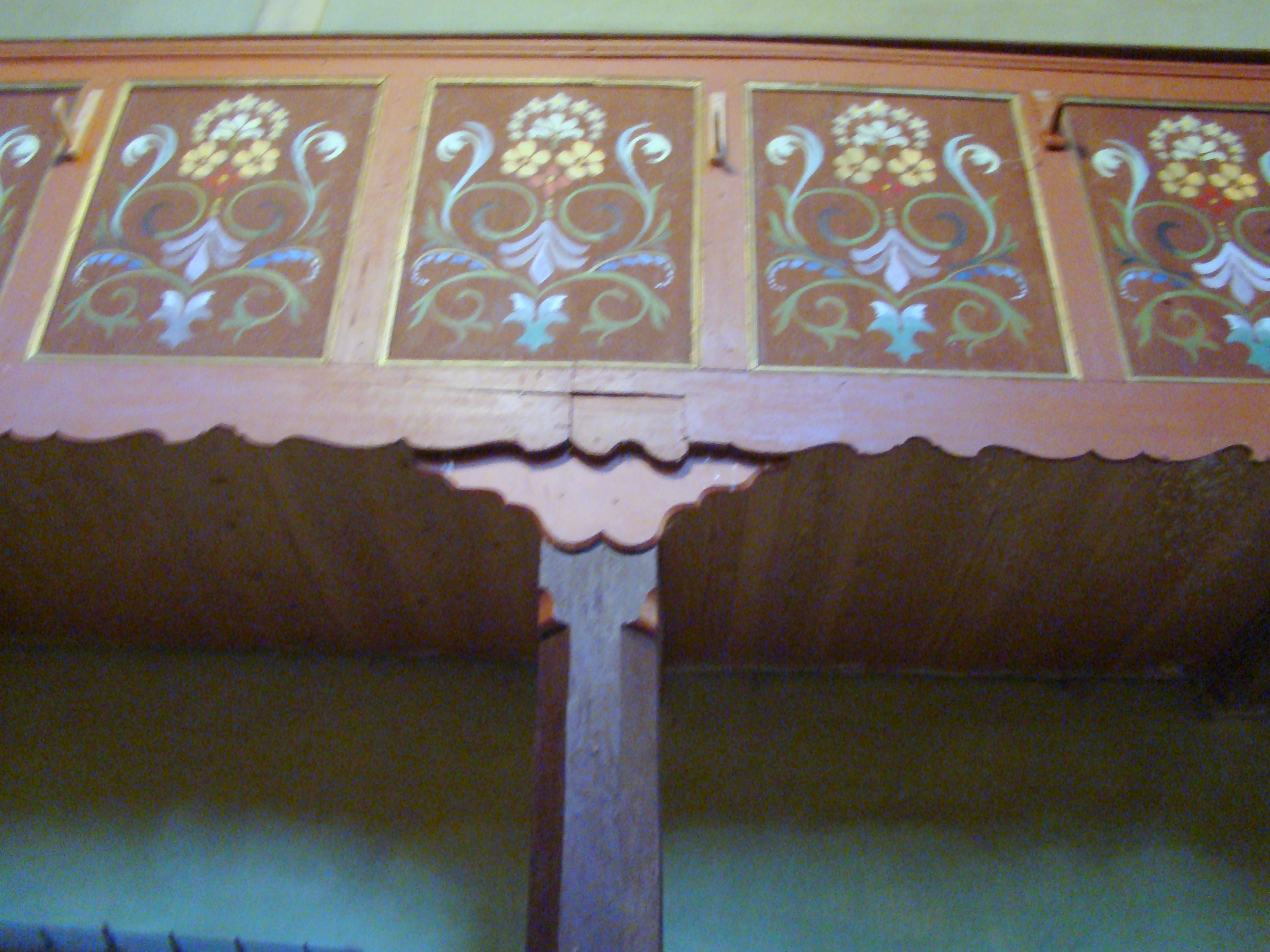
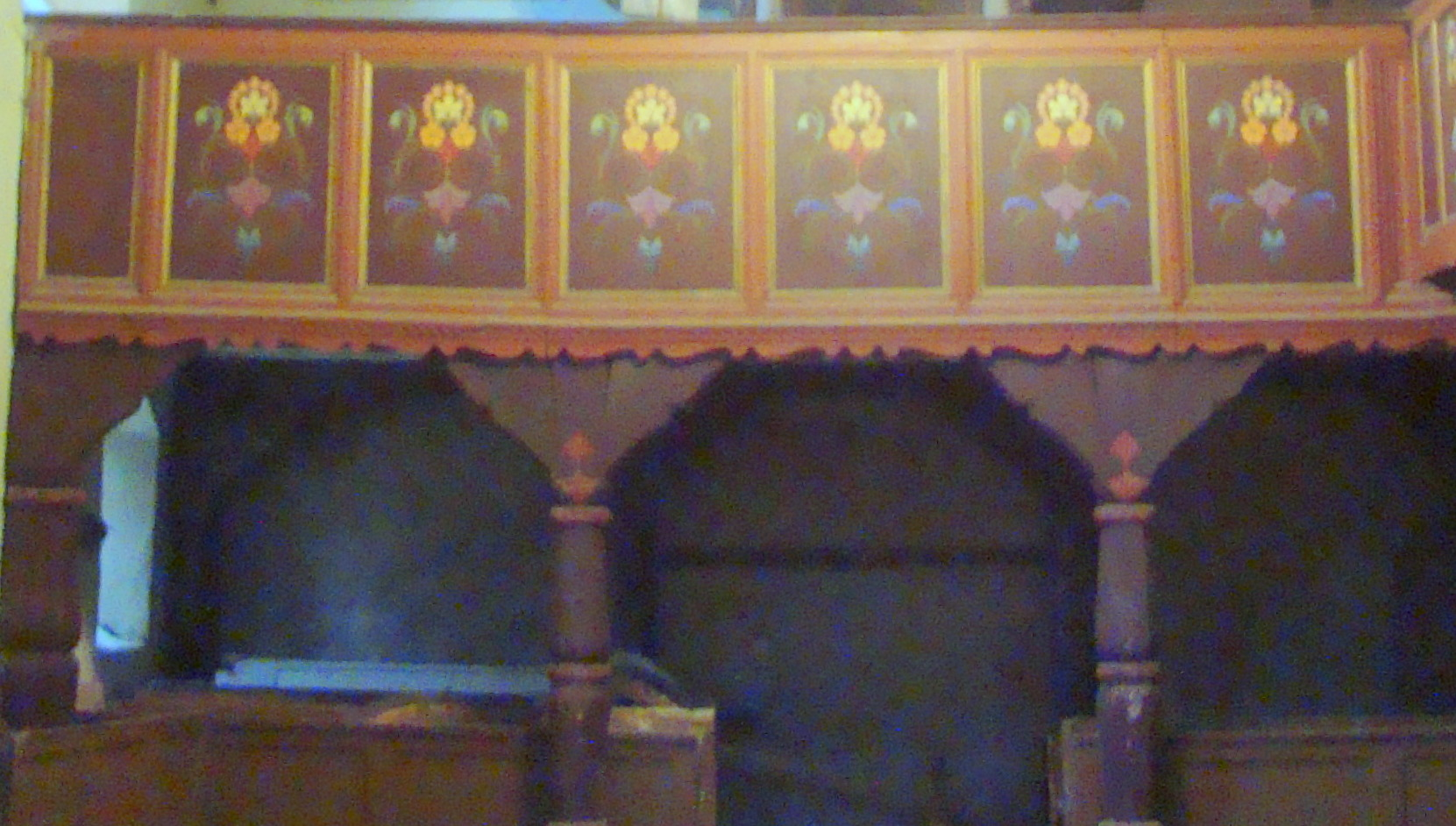
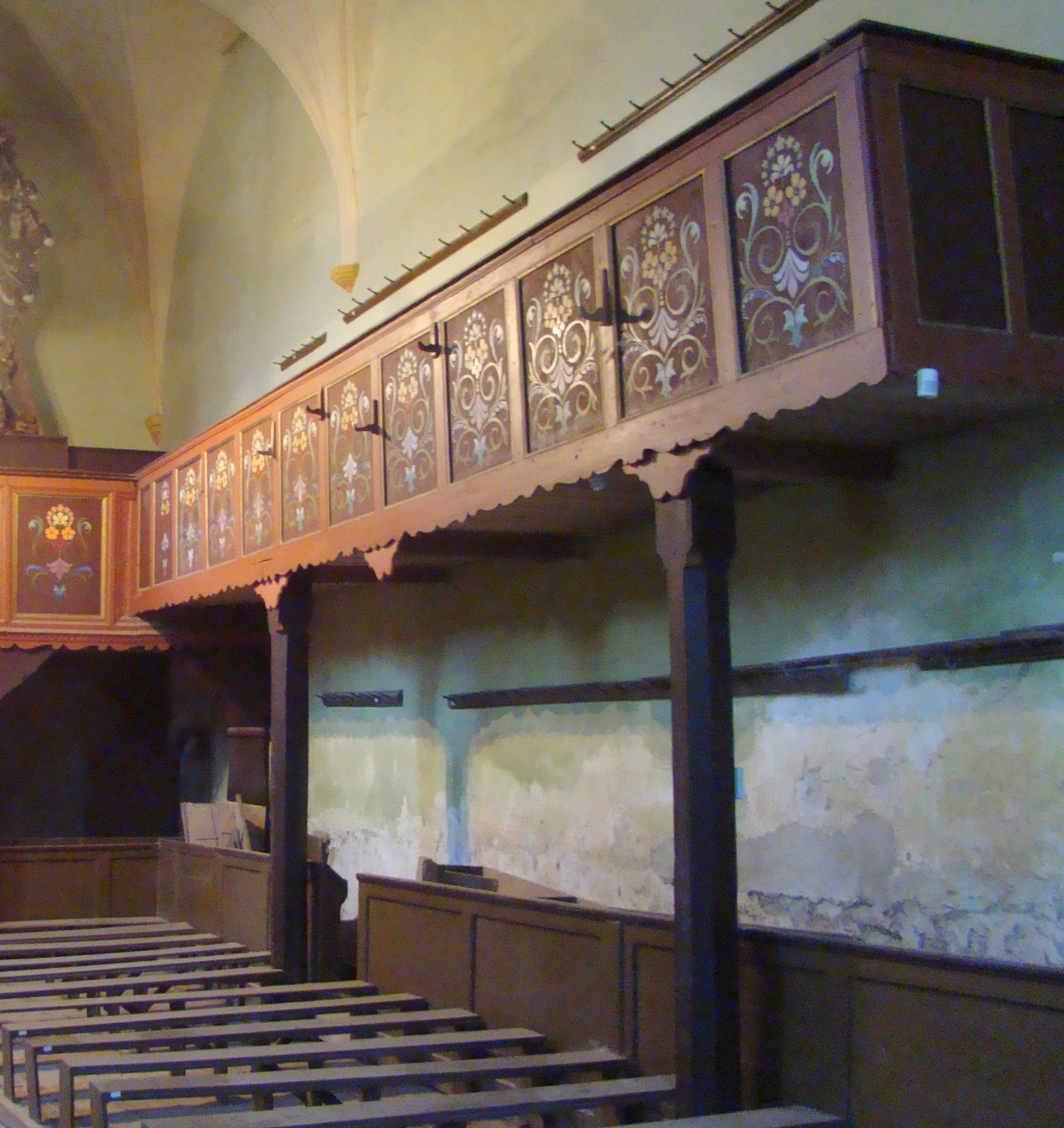
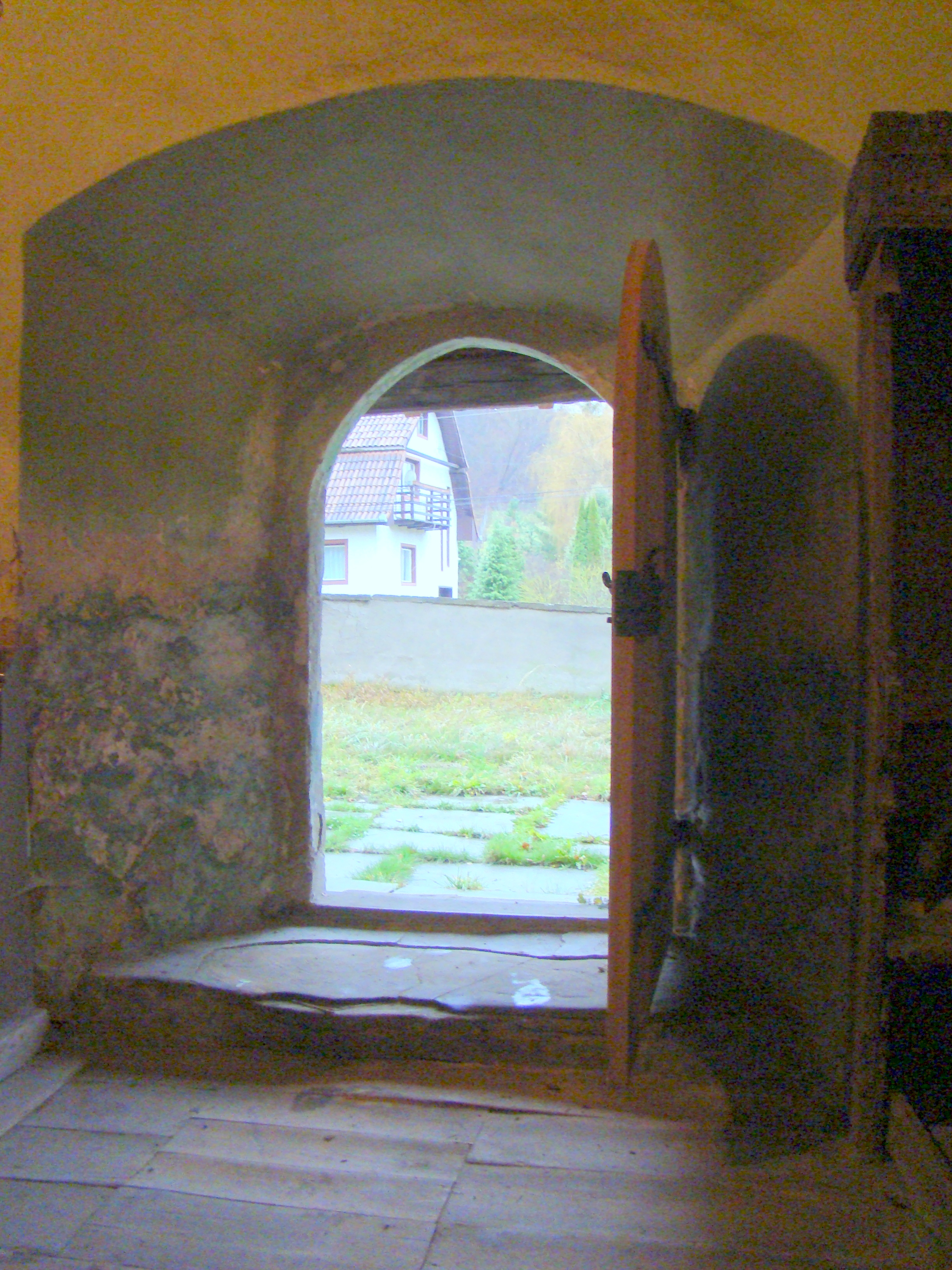
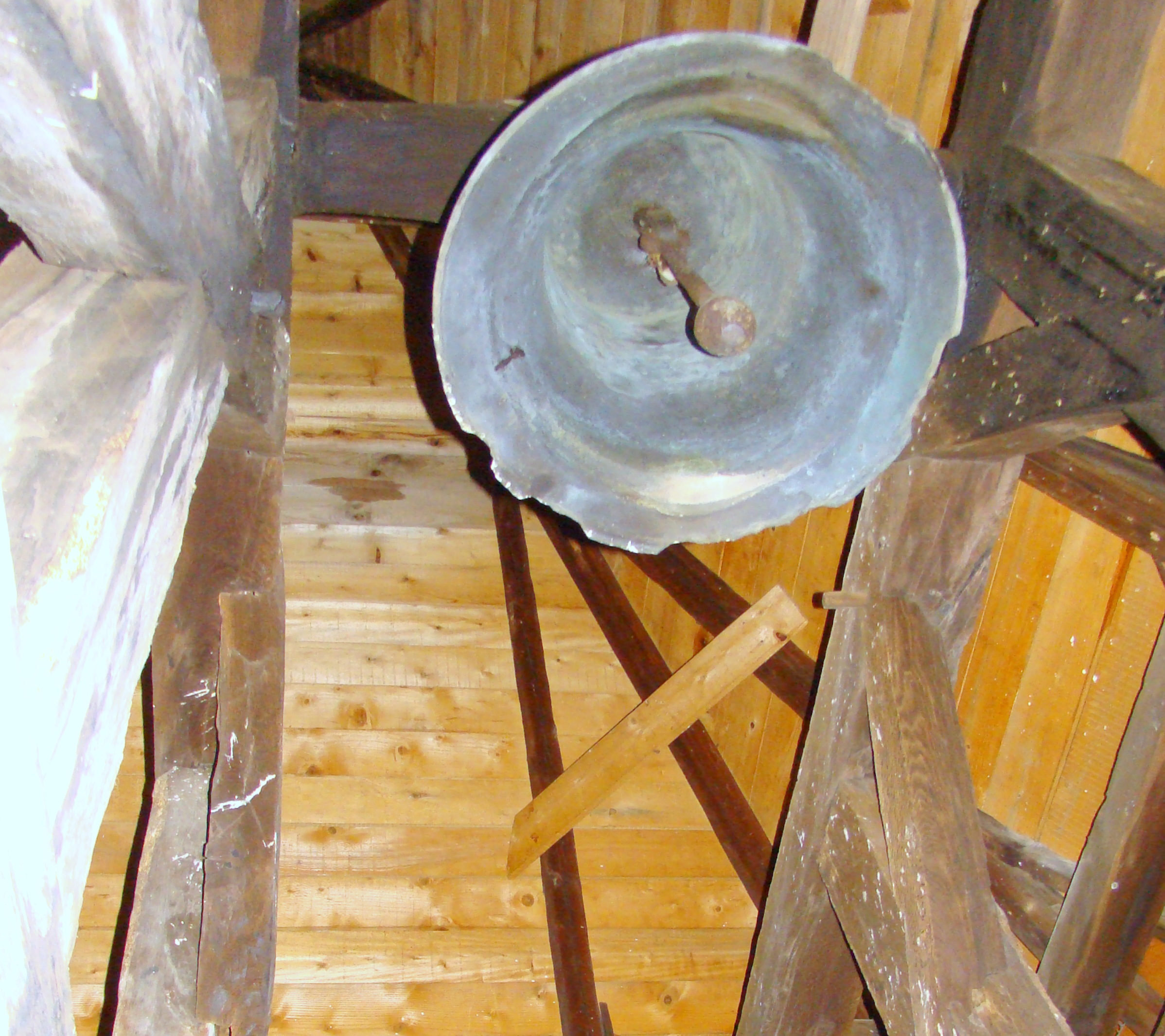
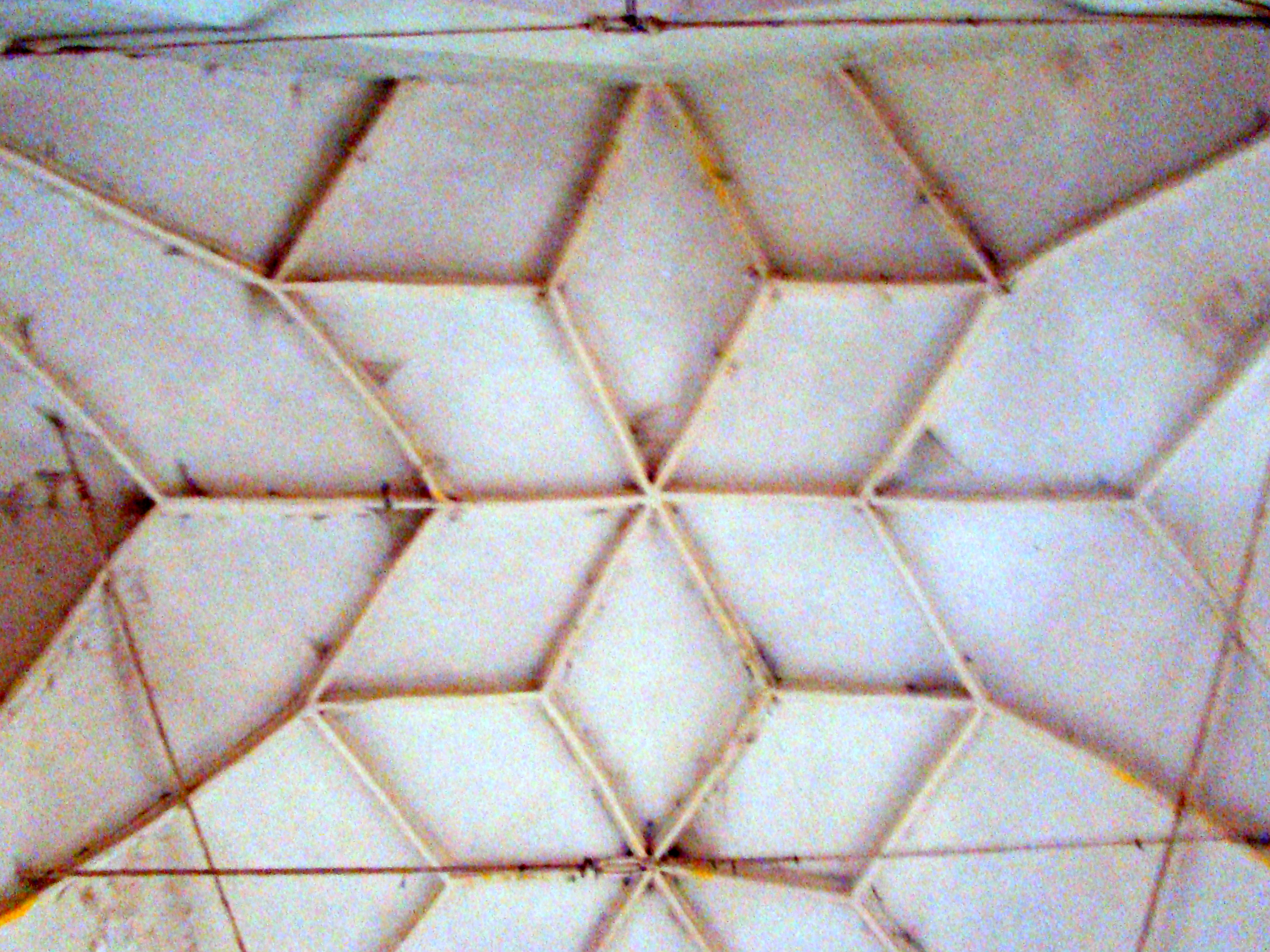
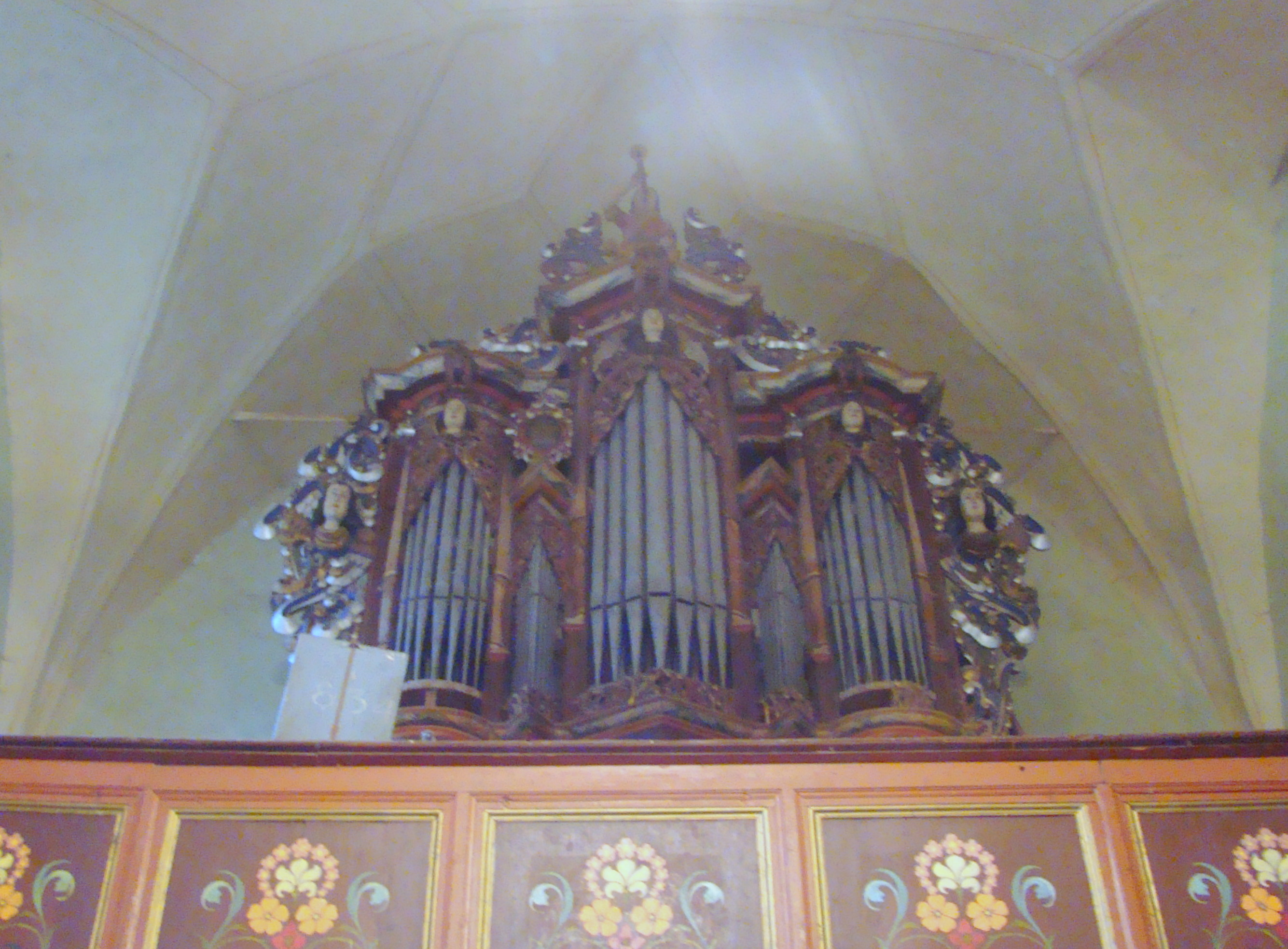
Orga, datată 1731, cumpărată din Biertan şi amplasată în balconul vestic
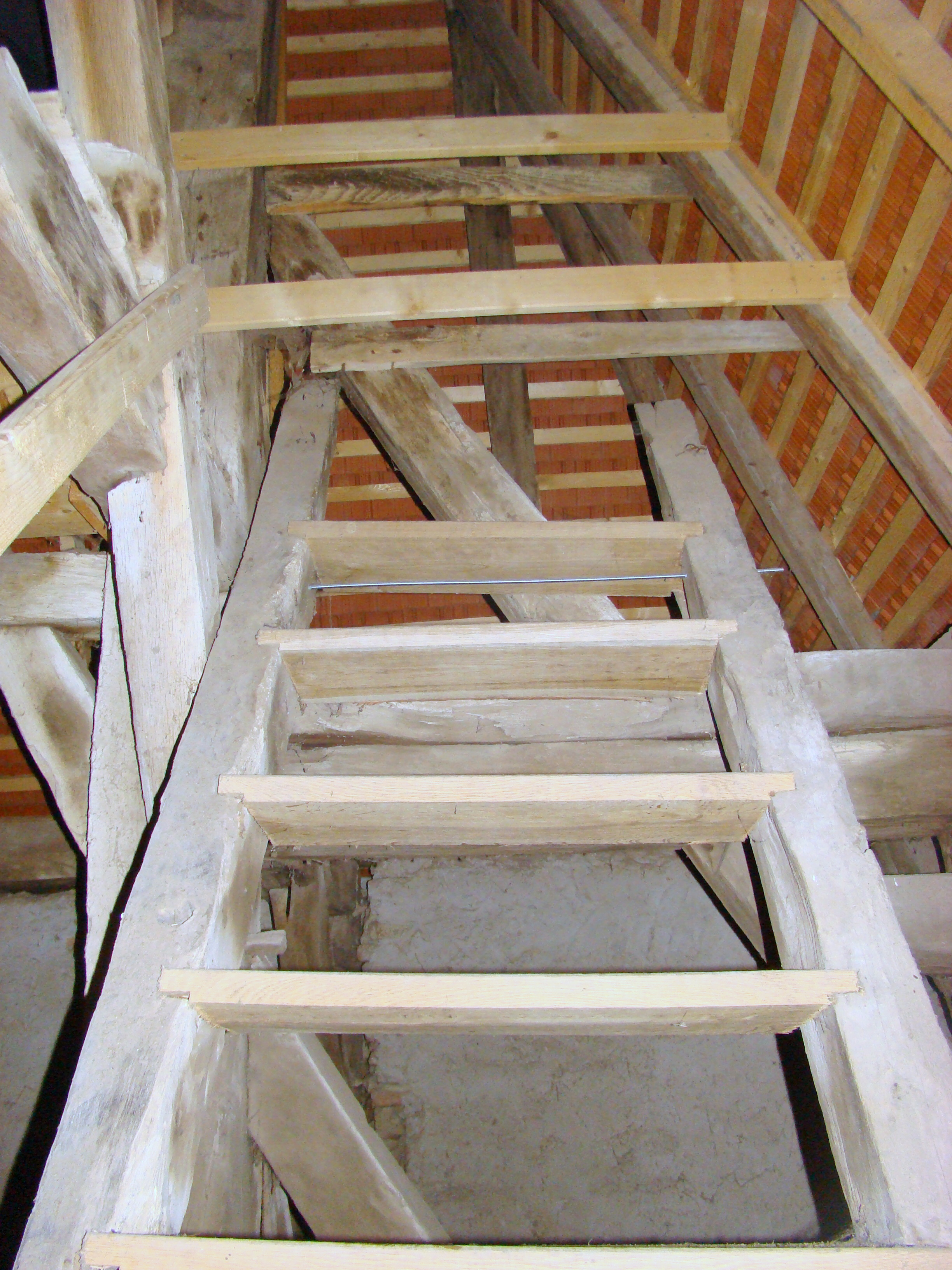
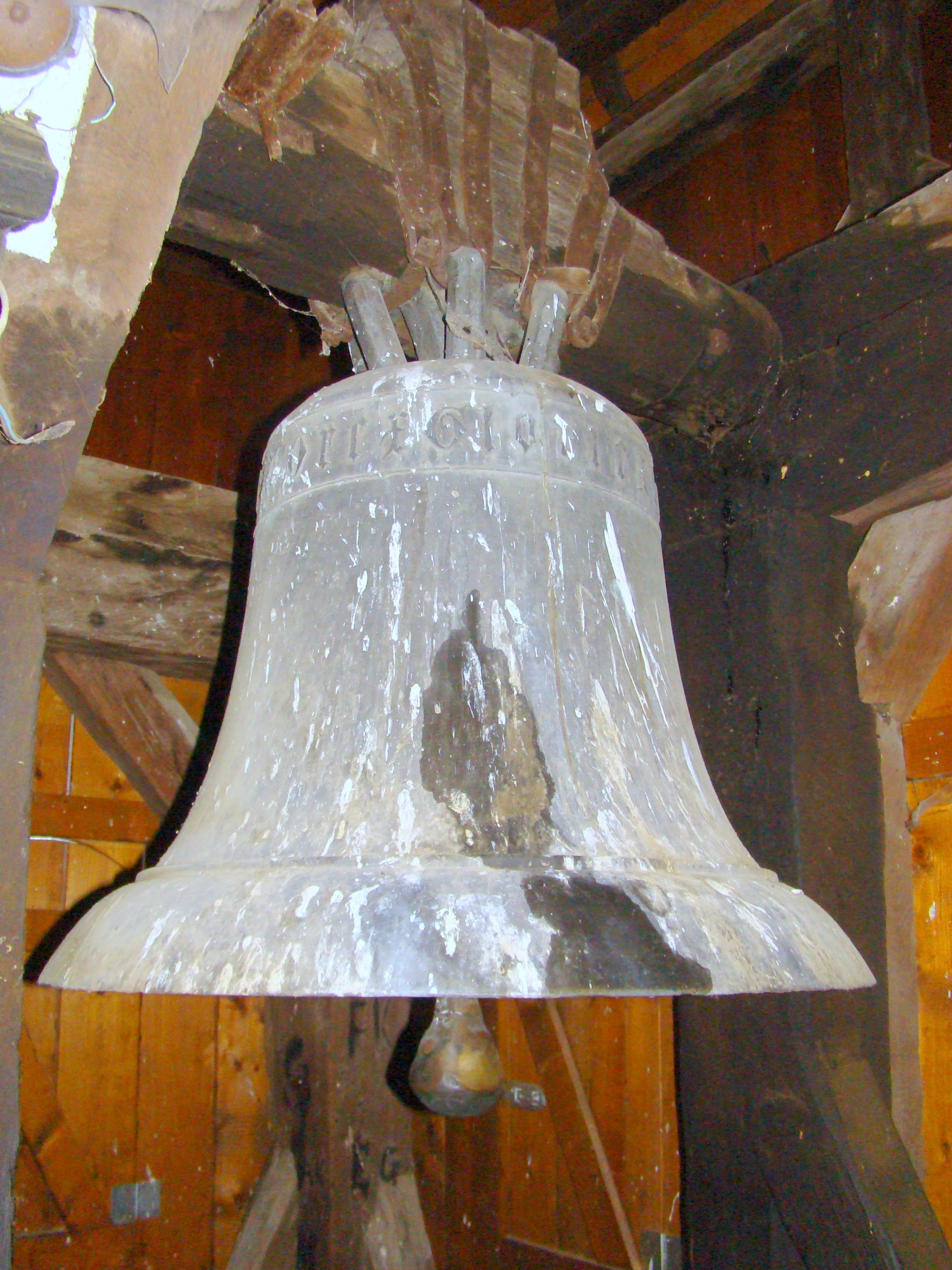